# Biserica de lemn din Gostila

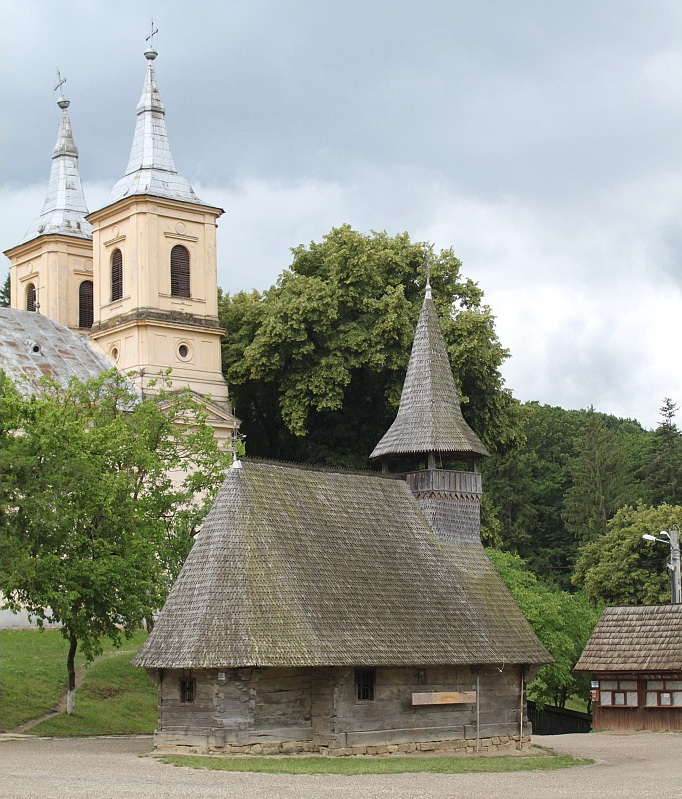
Biserica de lemn din Gostila, aflată din 1974 în incinta Mănăstirii Nicula. Foto: 2011

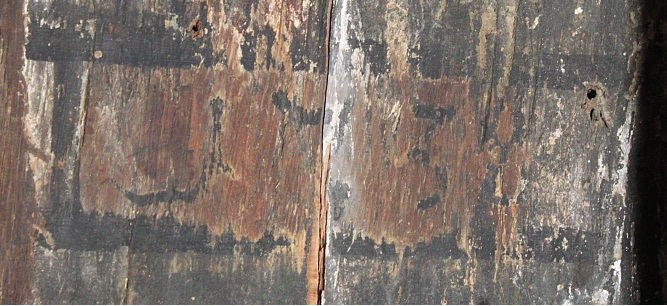
Pictură în pronaos. Anul 1738. Foto: 2011

Harta localității Gostila. Amplasarea bisericii în cadrul satului la sfârșitul sec. al XVIII-lea

Harta localității Țop, azi Pădurenii. Amplasarea bisericii aduse din Gostila în cadrul satului la sfârșitul sec. al XIX-lea

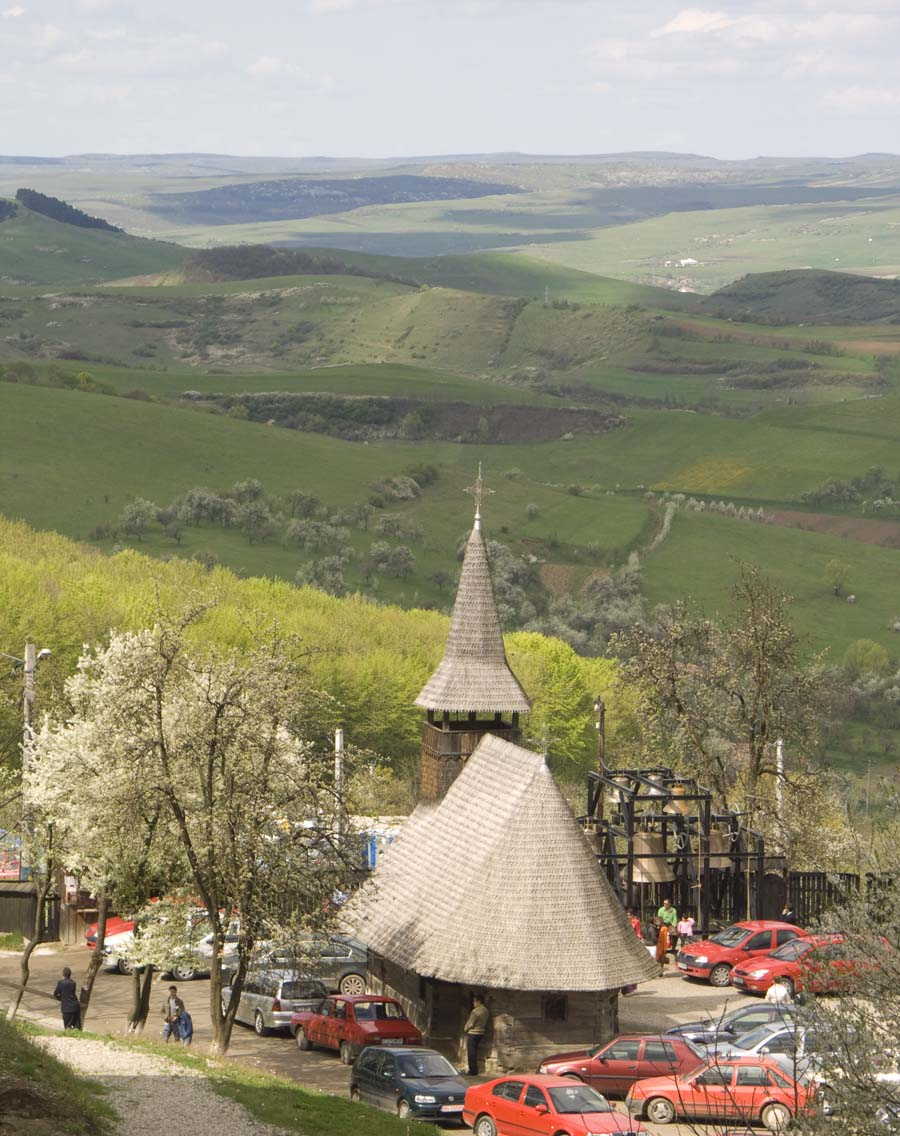
Biserica de lemn din Gostila, acum la Mănăstirea Nicula în zi de sărbătoare, 2008

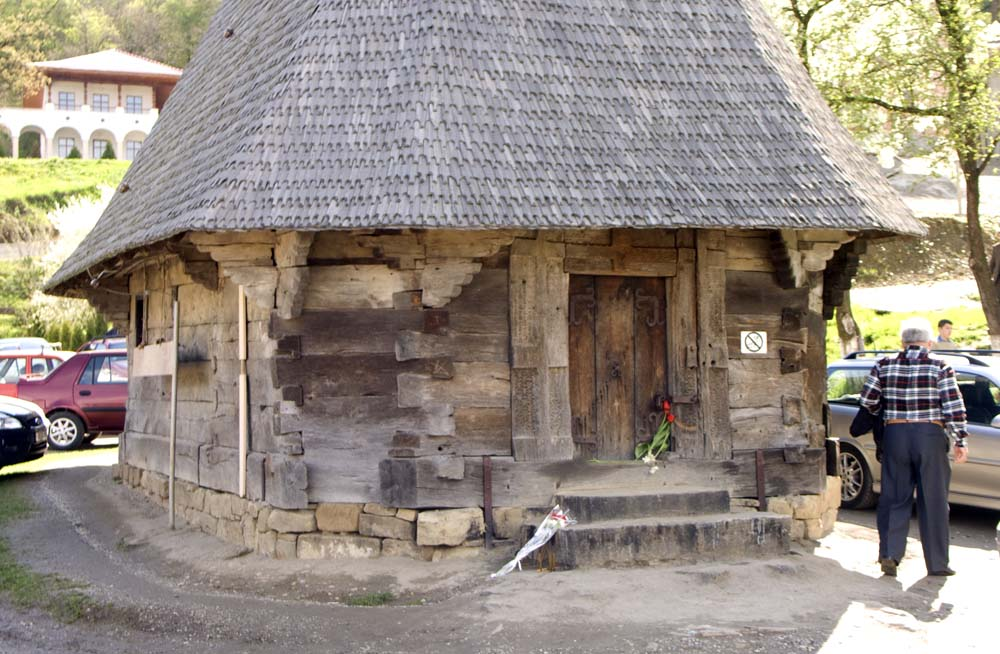
Intrarea în biserica de lemn, 2008

Biserica de lemn din Gostila a slujit drept biserică parohială în Gostila, comuna Poiana Blenchi, județul Sălaj până în jurul anului 1810 când este înlocuită de o nouă biserică de zid. Vechea biserică de lemn, rămânând fără folos în Gostila, este vândută parohiei din satul Țop, astăzi Pădurenii de lângă Gherla. De acolo a fost adusă în anul 1935 în Năsal Fânațe. De aici a fost transferată în Mănăstirea Nicula în 1974, după distrugerea bisericii vechi de lemn, în urma unui incendiu. Constituind un bun studiu de caz în ceea ce privește fenomenul mutării bisericilor de lemn, edificiul nu își dezvăluie vârsta exactă prin vreo inscripție care să amintescă momentul construirii ei. Cu toate acestea, având în vedere urmele de pictură păstrată precum și vechile clopote ale bisericii, aflate în turnul bisericii de zid de la Gostila, se poate presupune că biserica datează din a doua jumătate a sec. XVII - prima jumătate a secolului XVIII-lea. Biserica se află pe noua listă a monumentelor istorice sub codul LMI:  CJ-II-m-A-07722.

## Istoric
Data de 23 aprilie 1973 a constituit un moment de cotitură în istoria recentă a Mănăstirii Nicula. La această dată vechea biserică a mănăstirii cădea pradă unui incendiu care mistuia, pe lângă biserica de lemn și o importantă parte din colecția de icoane pe care aceasta o adăpostea. Ulterior, în locul bisericii de lemn dispărute în incendiu a fost adusă o altă biserică de lemn din cătunul Năsal Fânațe. Articolele apărute la începutul anilor '80 au remarcat biserica adusă în incinta mănăstirii în anul 1974 în special din două perspective: prima, de înlocuitoare a vechii biserici de lemn a mănăstirii iar a doua, pentru calitățile decorului sculptat al bisericii. În toate aceste articole sau lucrări este surprinsă doar fragmentar istoria acestei biserici călătoare iar în ceea ce privește momentul edificării ei, aproape fiecare autor are o variantă proprie, fără a se face referiri clare asupra unor documente sau inscripții care să ateste importantul moment.
Lipsa documentelor reprezintă și în acest caz principalul obstacol în a stabili, în termeni exacți anul când a fost construită biserica sau când aceasta a fost mutată pentru prima dată. Conscripțiile bisericești sau recensămintele făcute în secolul al XVIII-lea ne ajută, într-o oarecare măsură în această privință. Astfel, conscripția de la 1733 întocmită în timpul episcopului Inocențiu Micu-Klein menționează că la acea dată, la Gostila era o biserică în care slujea un preot unit pe nume Nyikulaj, în timp ce localitatea Țop avea, conform aceleiași conscripții, o biserică în care slujea preotul unit Pavel. Conscripția făcută în anul 1750 de către vicarul episcopesc Petru Pavel Aron surprinde faptul că atât în Gostila cât și în Țop, la acel moment comunitatea avea biserică și era deservită de un preot. Statistica românilor ardeleni întocmită între 1760-1762 de către generalul Buccow surprinde următoarea situație: la Gostila cele 32 de familii, acum neunite (ortodoxe), aveau biserică dar nu aveau niciun preot iar la Țop, cele 35 de familii ortodoxe foloseau singura biserică din sat și erau slujiți de doi preoți neuniți.
Începutul secolului XIX aduce pentru credincioșii din Gostila încununarea eforturilor depuse în vederea zidirii unei noi biserici, de această dată de zid, mai cuprinzătoare. Era printre primele biserici de piatră ridicate în satele de prin împrejurimi.
Tradiția vânzării bisericii de lemn din Gostila și mutarea acesteia în Țop nu este susținută de inscripții aflate în biserică dar este întărită de însemnările diferiților preoți păstrate în istoricele parohiei din Gostila, începând cu perioada interbelică și până după cel de-al doilea război mondial. Din păcate aceste date surprinse în istoricele amintite sunt lipsite de detalii suplimentare precum data, motivul sau contextul exact al mutării bisericii de lemn din Gostila în Țop. Cu toate acestea, documentele păstrate în urma vizitației canonice făcute de către episcopul Atanasie Rednic în protopopiatul Nireș menționează faptul că alături de bisericile din Sânmărghita, Măluț, Batin, Cutca și Ceaba, biserica din Țop era atât de veche încât nu s-a păstrat în memoria colectivă data construirii ei. Să fi fost vârsta înaintată a vechii biserici din lemn din Țop și implicit starea ei precară sau vreun alt eveniment cauza care a determinat înlocuirea bisericii satului Țop cu cea din Gostila, rămasă fără scop după construirea bisericii de zid în anii 1810-1812 nu se știe dar este cert că la anul 1896 este pomenită o biserică în Țop edificată în 1738, cea adusă din Gostila, datată probabil în baza anului menționat în inscripția pictată de pe ancadramentul trecerii din pronaos în naos. Intervalul scurs din 1810-1812, momentul construirii bisericii de zid din Gostila și 1896, data șematismului este destul de mare și este de așteptat ca mutarea bisericii să se fi făcut în prima jumătate a secolului XIX întrucât șematismul din anul 1835 a episcopiei greco catolice a Făgărașului menționa la Țop o biserică închinată Sfinților Arhangheli. Întâmplător sau nu, între Gostila și Țop au fost stabilite și altfel de legături, Sofia Coste din Gostila căsătorindu-se cu Nemeș Ioan din Țop pe la anii 1868-1870. În anul 1935 credincioșii din Țop își construiesc o nouă biserică de zid, iar biserica de lemn este vândută unui anume Macovei care o duce pe moșia sa de peste deal, în Năsal Fânațe. De acolo este adusă în anul 1974, în actuala sa locație, în curtea mănăstirii Nicula.
Vechimea exactă a bisericii, în lipsa utilizării unor metode alternative de datare sau descoperirea altor documente care să lămurească acest aspect probabil că va rămâne la nivelul unor presupuneri. Anul 1738, pe care îl regăsim înscris în partea stângă a intrării în naosul bisericii constituie un element important în demersurile făcute pentru datarea bisericii, dar în lipsa altor date, această inscripție nu este suficientă pentru a afirma cu certitudine că biserica a fost construită în 1738. Aceasta, cu atât mai mult dacă luăm în considerare și clopotele bisericii de lemn, păstrate și folosite încă la actuala biserică de zid din Gostila. Aceste două clopote, amândouă datate, poartă următoarele inscripții, clopotul cel nou: ”+ Cu agiutoriul lui D(u)mn(ezeu) lau cumpărat Dămienesc Pinte cu Dăncean Grigore în 1775 la besereca din Gostila” iar clopotul cel vechi - o inscripție în limba slavonă a cărei traduceri este: ”În anul de la nașterea (lui Hristos) 1689”. Astfel, prin prisma informațiilor păstrate de aceste clopote se poate spune că biserica este antedatată de clopotul vechi de la 1689, momentul edificării ei fiind plasat astfel în a doua parte a secolului XVII.

## Trăsături
Biserica se caracterizează printr-un plan dreptunghiular terminat în partea de răsărit cu absida altarului, spațiul interior fiind împărțit în încăperile obișnuite: pronaos, naos și altar. Prima încăpere, pronaosul, având următoarele dimensiuni: lungimea de 2,75 m iar lățimea de 4,15 m are spre vest trei fețe, iar naosul, rectangular, tinde spre forma unui pătrat având dimensiunile: lungimea de 4,45 m și lățimea de 4,15 m. Absida altarului, decroșată cu cinci fețe, are o lungime de 2,30 m și o lățime de 2,80 m. Teșiturile colțurilor din partea de răsărit a încăperii, teșituri ce practic formează a II-a și a IV-a față a absidei altarului au lungimea de aproximativ 0,65 m.
Intrarea în biserică se face prin latura de vest, intrare ce este încadrată de un frumos portal decorat cu mici rozete care formează cruci atât în stânga cât și în dreapta intrării dar și deasupra ei, toate acestea pe fundalul decorat cu incizii ce dau impresia unor stele. Foaia ușii, formată din trei scânduri prinse în diagonale cu cuie, este decorată spre colturi cu elemente metalice, mânerul, tot de metal fiind amplasat chiar în centrul ușii. Se remarcă pe latura de sud locul unei vechi intrări ce dădea tot în pronaos, azi această intrare fiind obturată cu lemne provenite de la vechea biserică distrusă în incendiul din anul 1973.
Din pronaos se poate ajunge în naos printr-o trecere, de asemenea, frumos decorată. În partea superioasă a ancadramentului trecerii din pronaos în naos este ușor rotunjit, părțile laterale fiind demarcare în exterior cu un brâu de forma unei frânghii. Din același tip de decorație se formează, chiar deasupra intrării, o cruce cu brațul orizontal mult alungit. Părțile laterale mai sunt decorate cu câte o rozetă aflată pe un fundal de "stele" atât în registrul superior cât și în cel inferior. Peretele ce desparte pronaosul de naos este unul continuu, pe acesta regăsindu-se singurele urme din decorul pictat al bisericii. Cu greu, se pot distinge fragmente din imaginea Sfinților Împărați Constantin și Elena precum și anul 1738 pictat în partea stângă a întrării în naos. Chiar în stânga intrării în biserică, din pronaos, cu ajutorul unei scării se poate ajunge în turnul bisericii.
Naosul bisericii este acoperit de o boltă semicilindrică (înălțimea maximă a naosului este de aproximativ 3,65 m), spre deosebire de pronaos care este tăvănit (înălțimea pronaosului este de 1,90 m). În naos se remarcă existența unei grinzi tirant (la 1,45 m de la peretele dintre naos și pronaos) între pereții din sud și din nord ai bisericii. Trecerea din naos în absida altarului se face prin două spații, unul mai mare (înălțimea de 1,45 m și lațimea de 0,80 m) - destinat ușilor împărătești și altul mai mic, destinat ușii diaconești (înălțimea de 1,55 m și lațimea de 0,5 m). Iconostasul nu este format dintr-un perete continuu ci are practicat un orificiu semicircular în zona centrală. În absidă, bolta altarului se sprinjină spre iconostas pe o nervură rotunjită ce urmărește marginea bolții altarului.
Acoperișul, unitar pentru întreg edificiul este străpuns în partea sa vestică de turnul clopotniță, de mică înălțime, așezat peste pronaos. Galeria deschisă a turnului clopotniță se află la nivelul coamei acoperișului și este acoperită de un coif scurt, format pe verticală din două segmente și având o bază octogonală.

## Clopotele bisericii

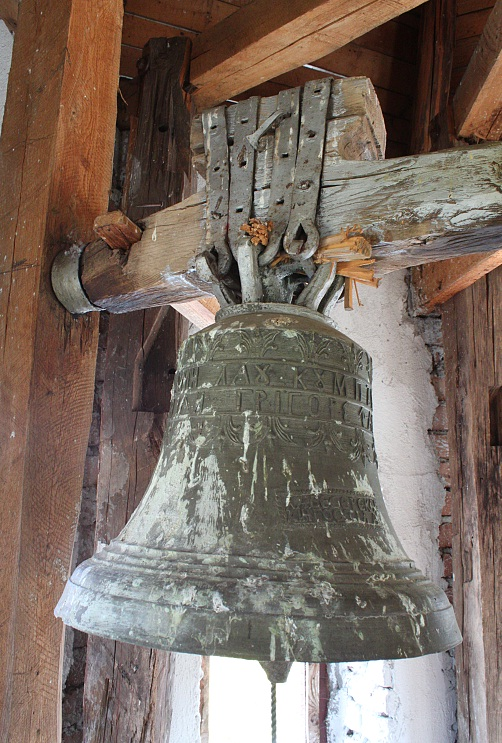
Clopotul nou
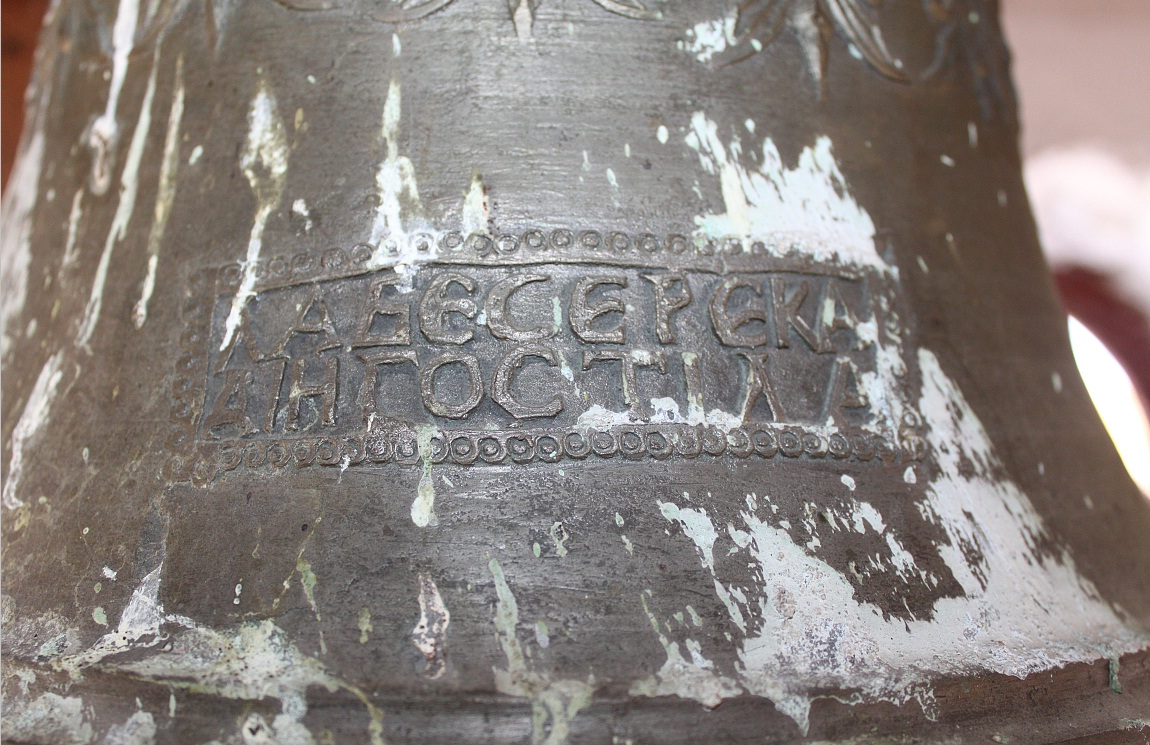
Inscripție I.Clopotul nou
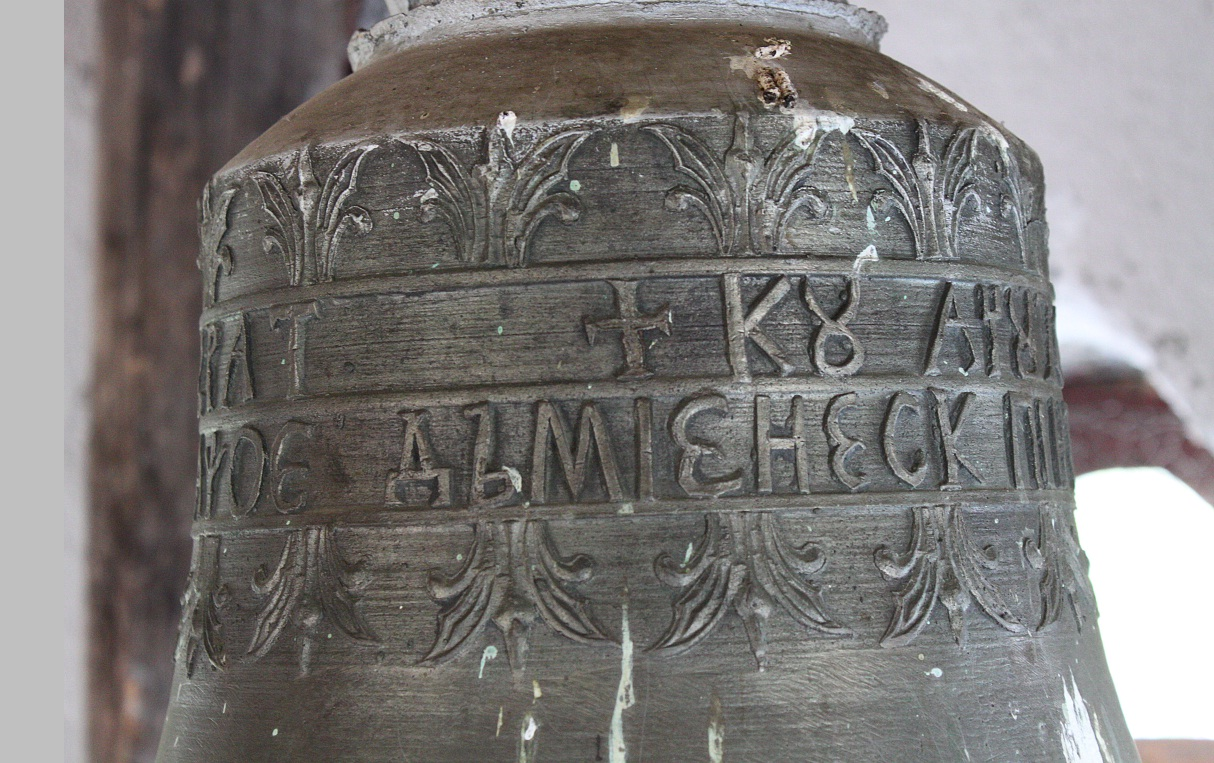
Inscripție II.Clopotul nou
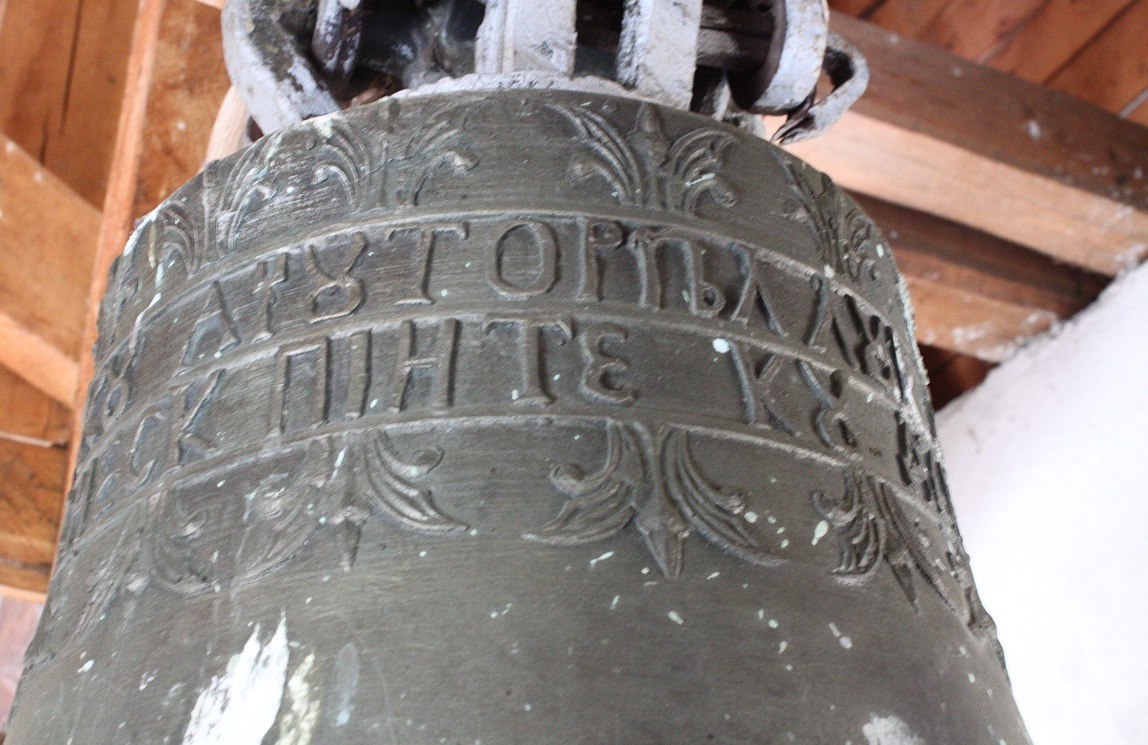
Inscripție III.Clopotul nou
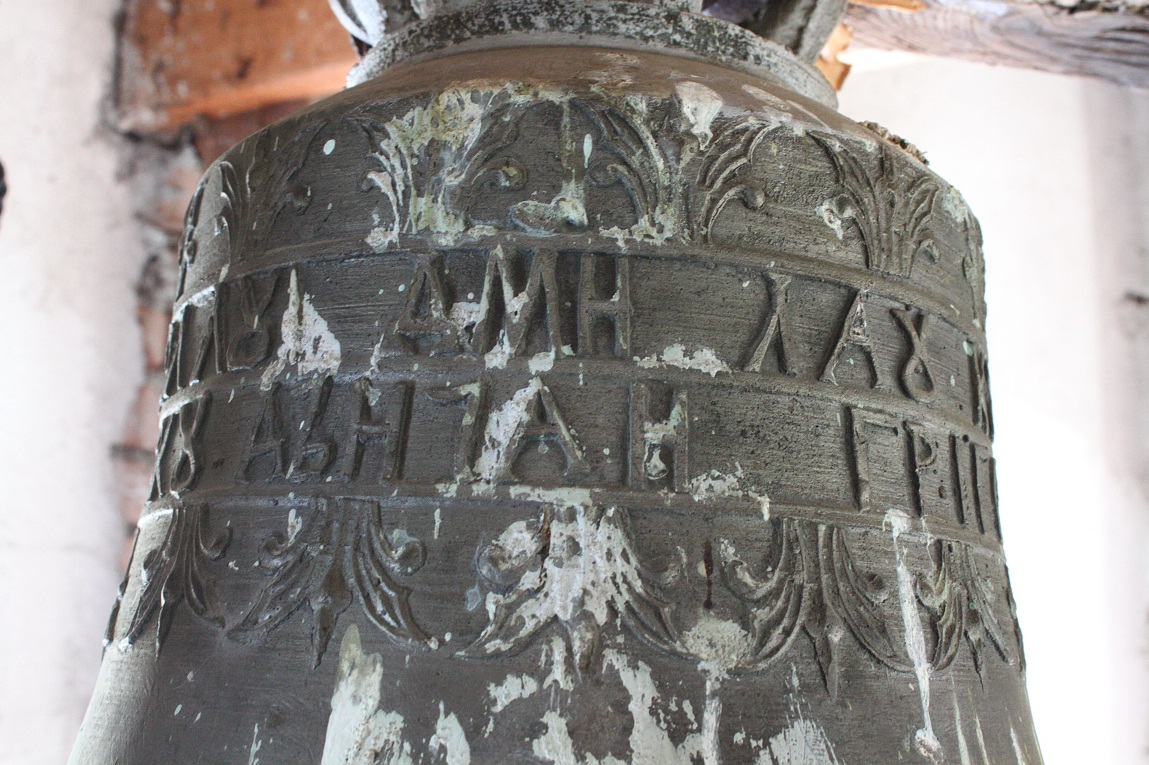
Inscripție IV.Clopotul nou
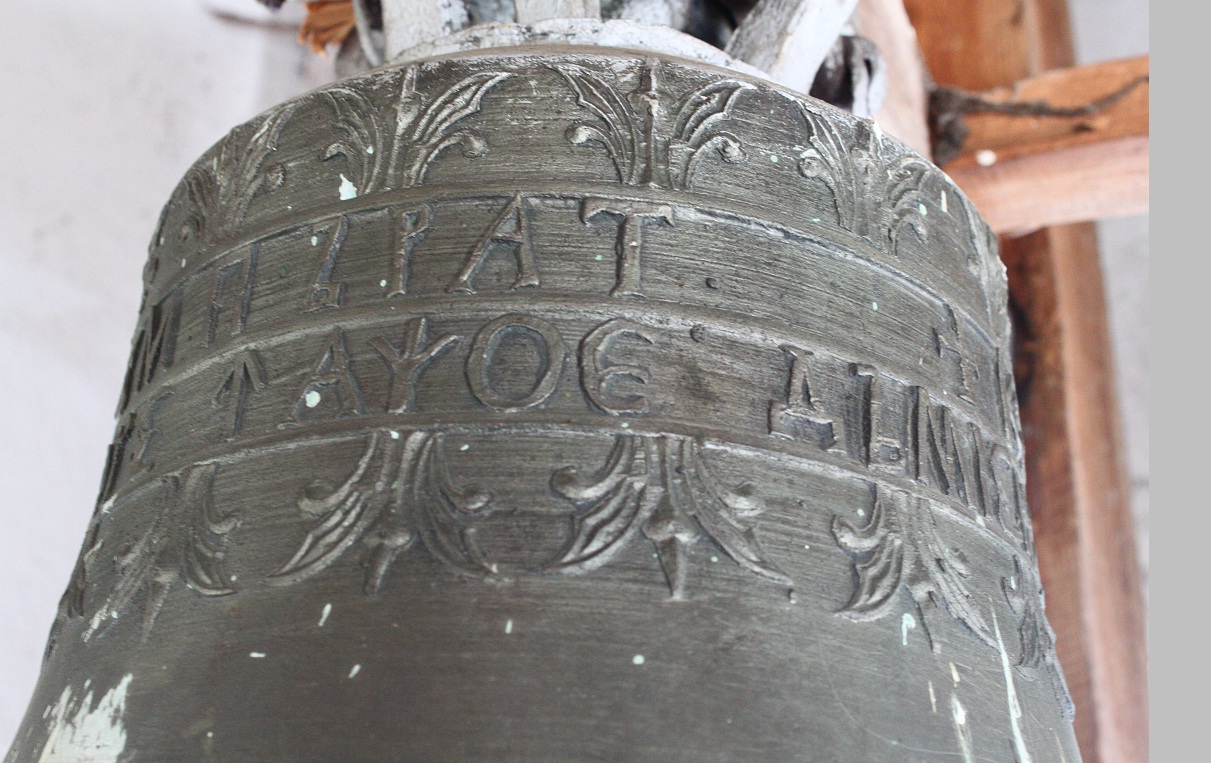
Inscripție V.Clopotul nou
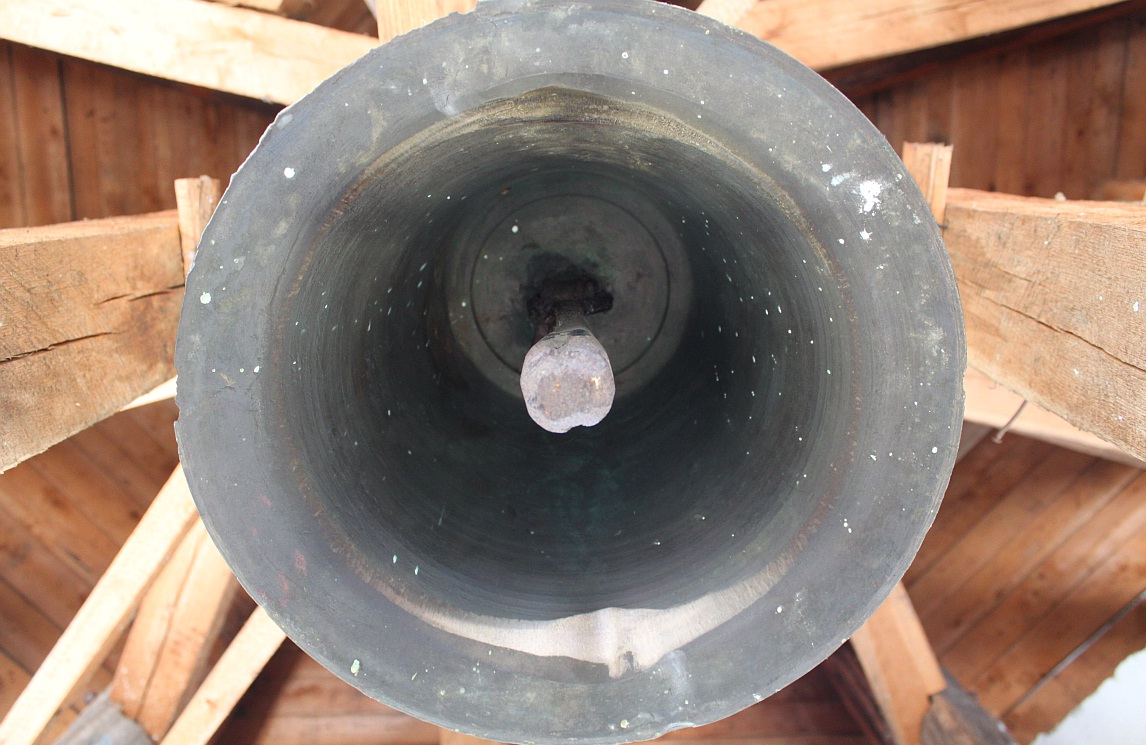
Interior clopot
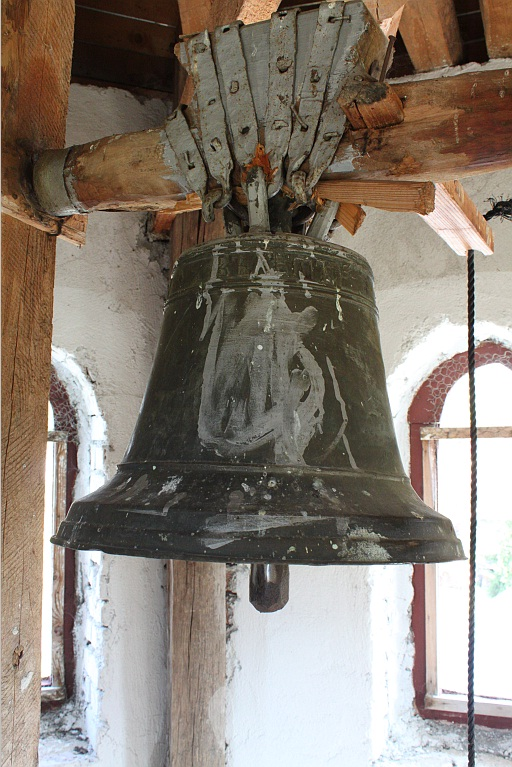
Clopotul vechi
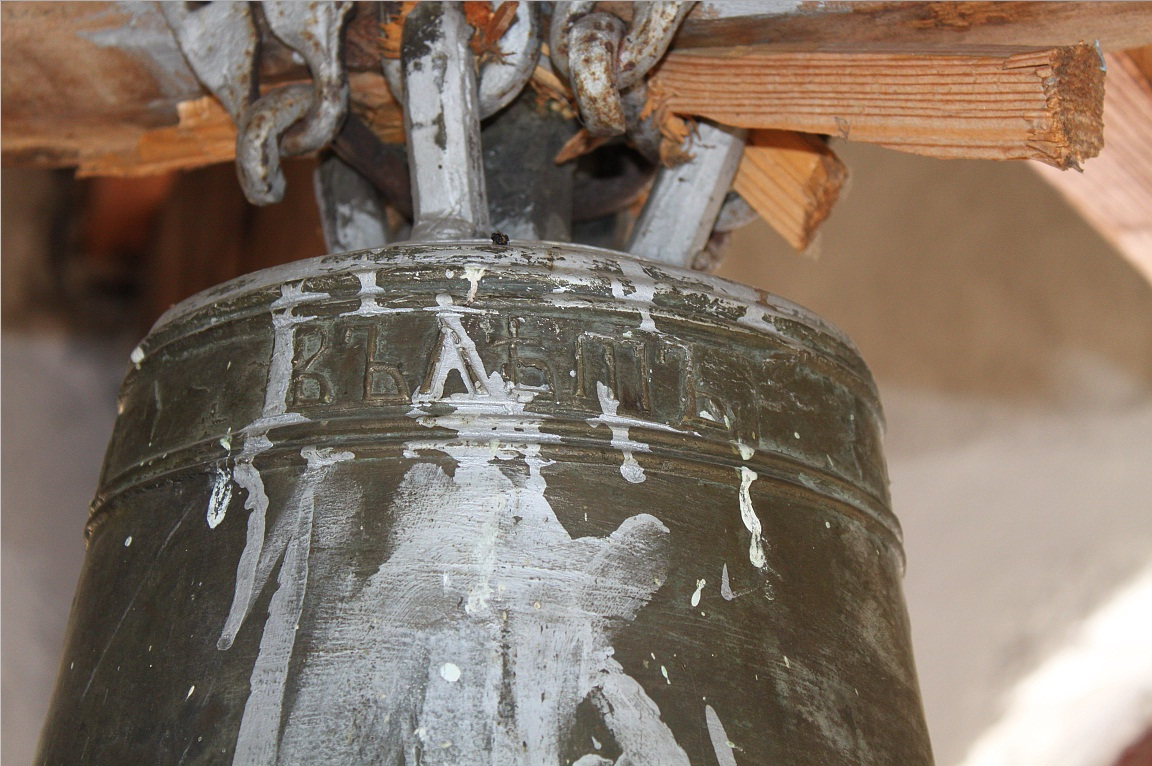
Inscripție I.Clopotul vechi
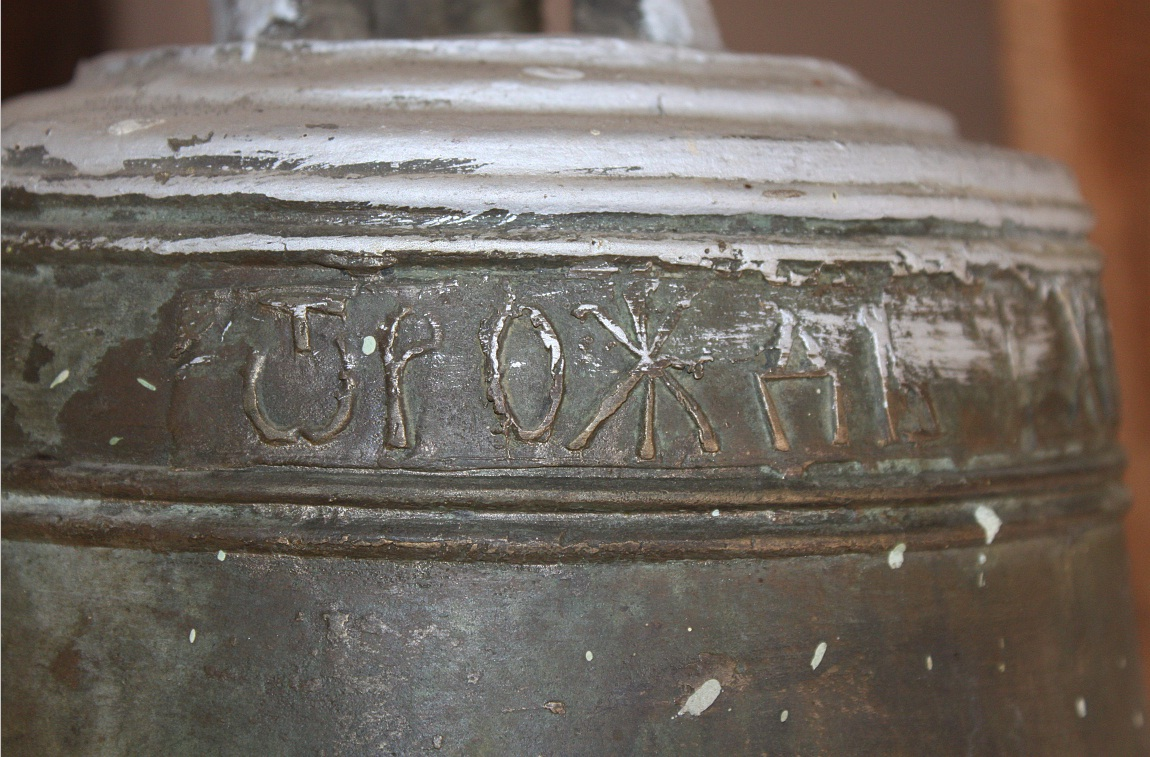
Inscripție II.Clopotul vechi
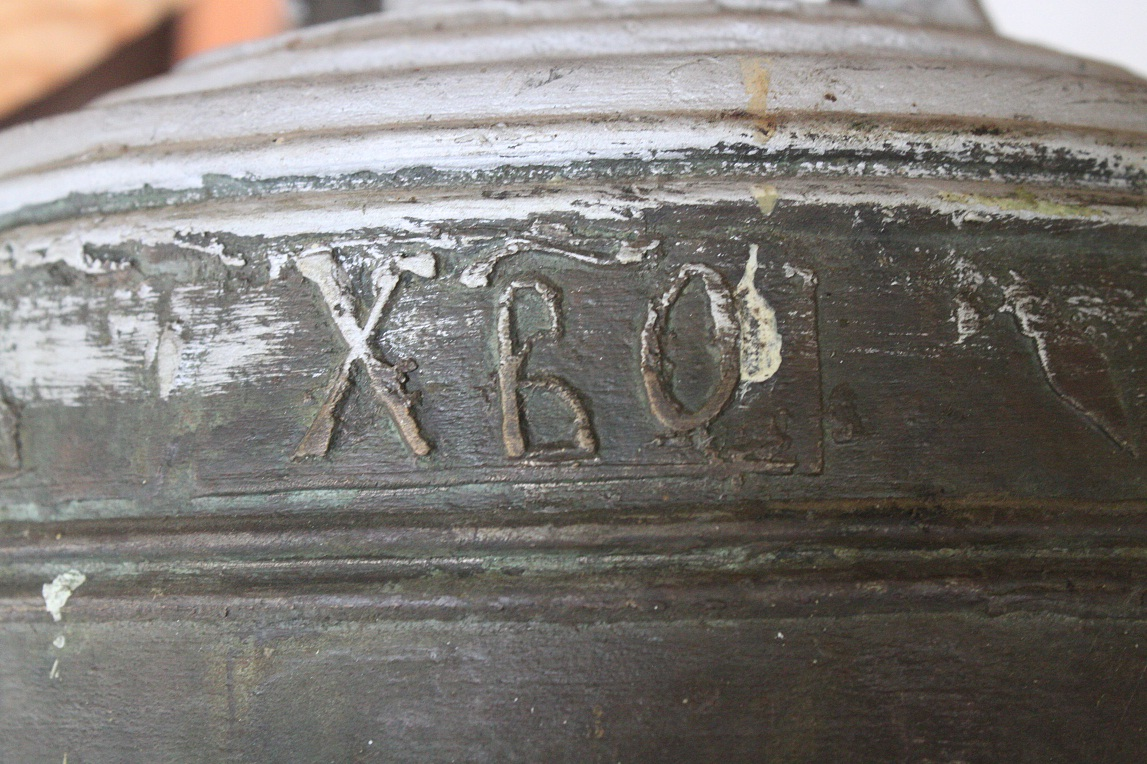
Inscripție III.Clopotul vechi
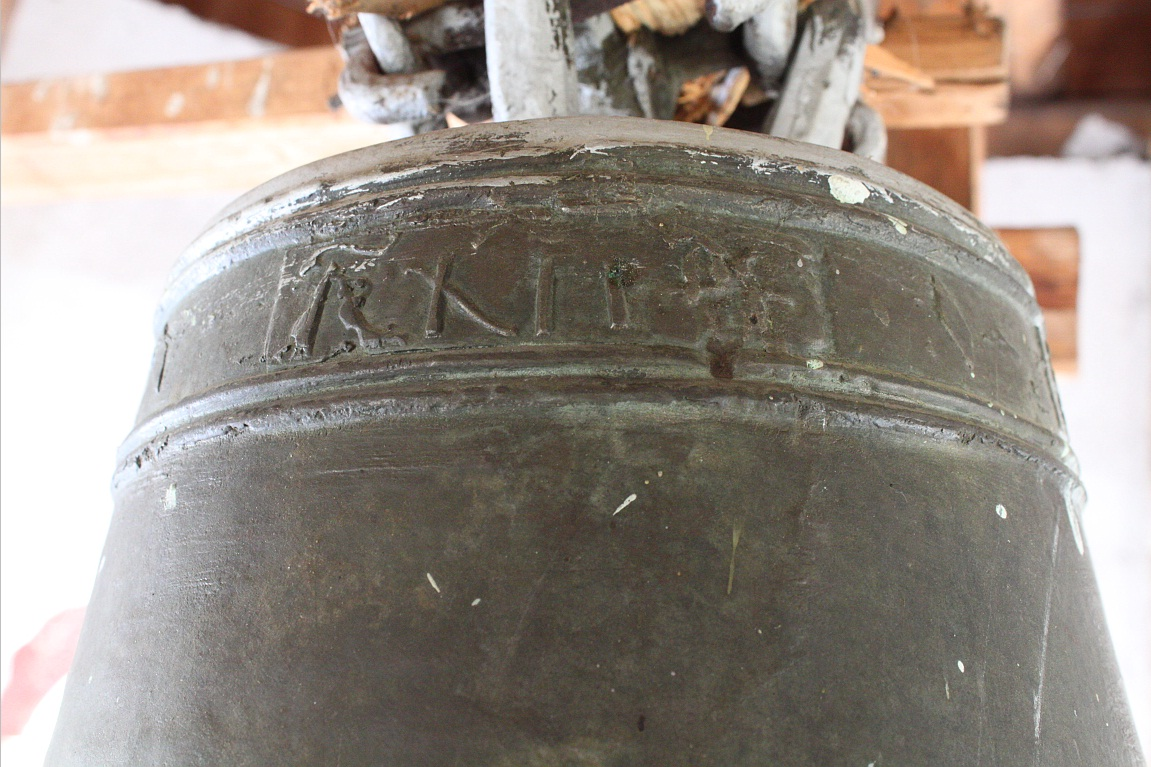
Inscripție IV.Clopotul vechi

## Imagini din interior

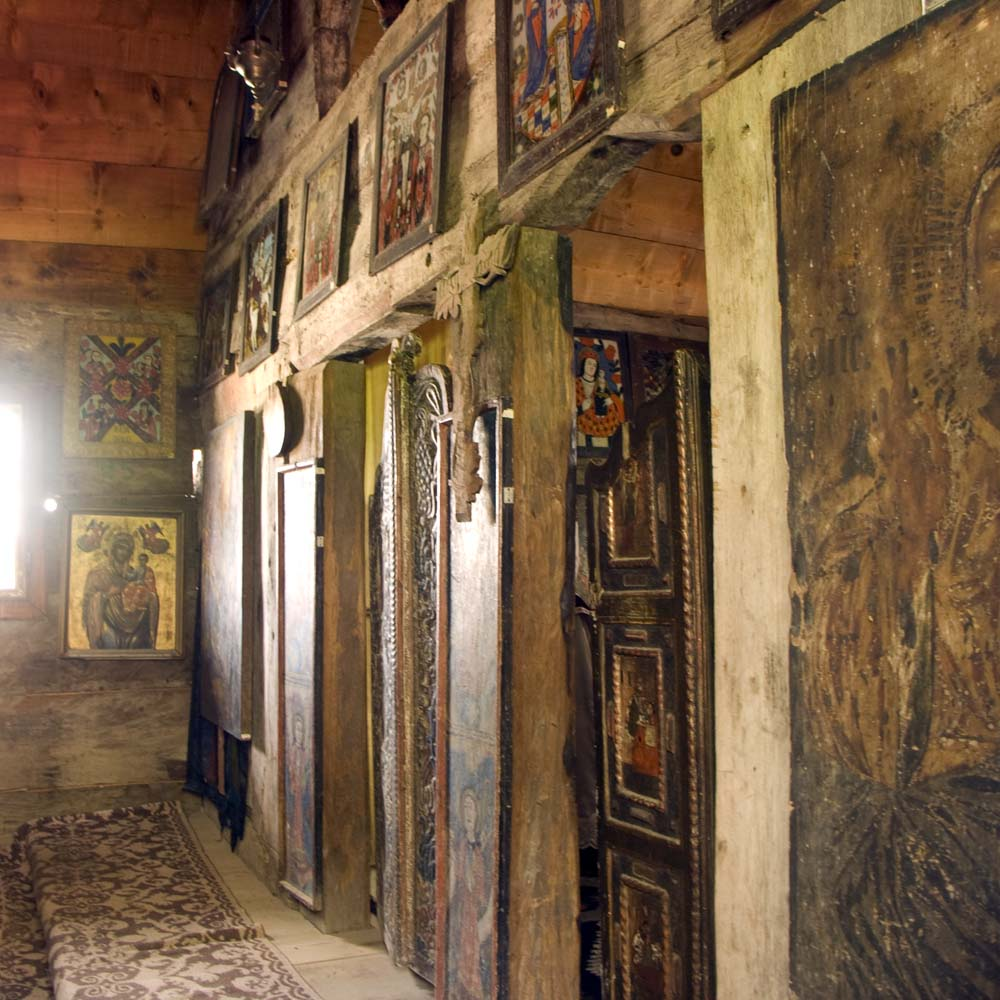
Iconostasul, 2008
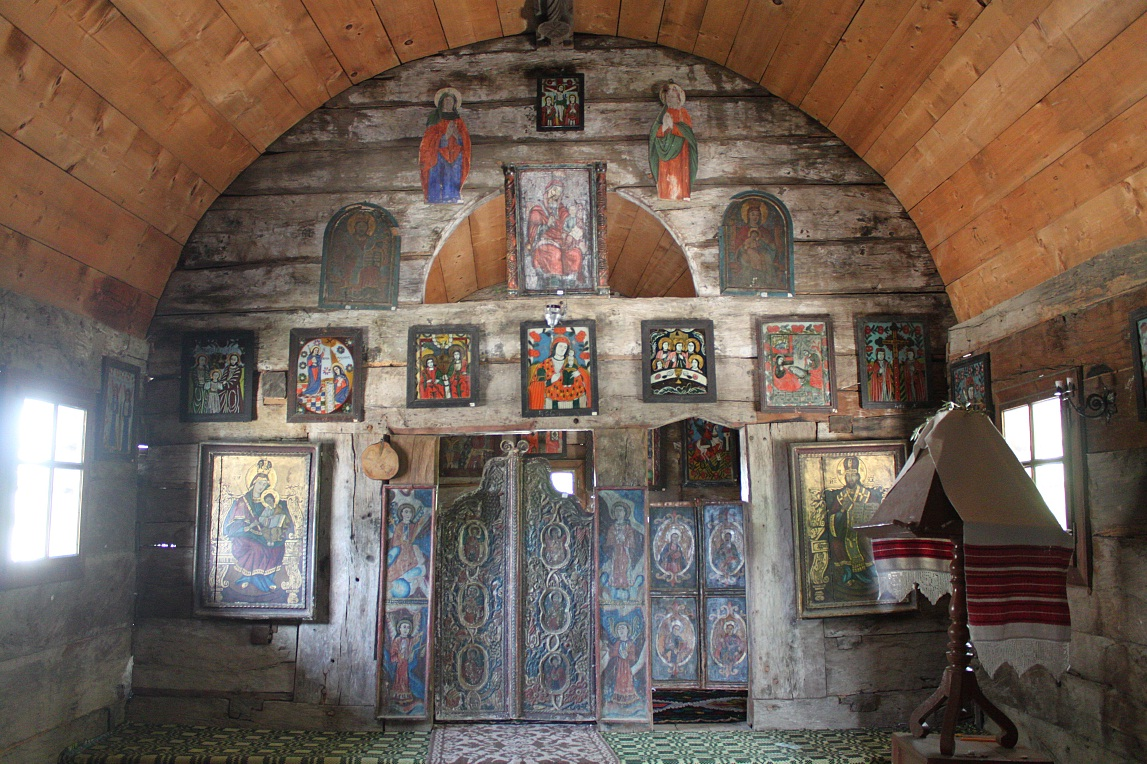
Iconostasul, vedere din naos
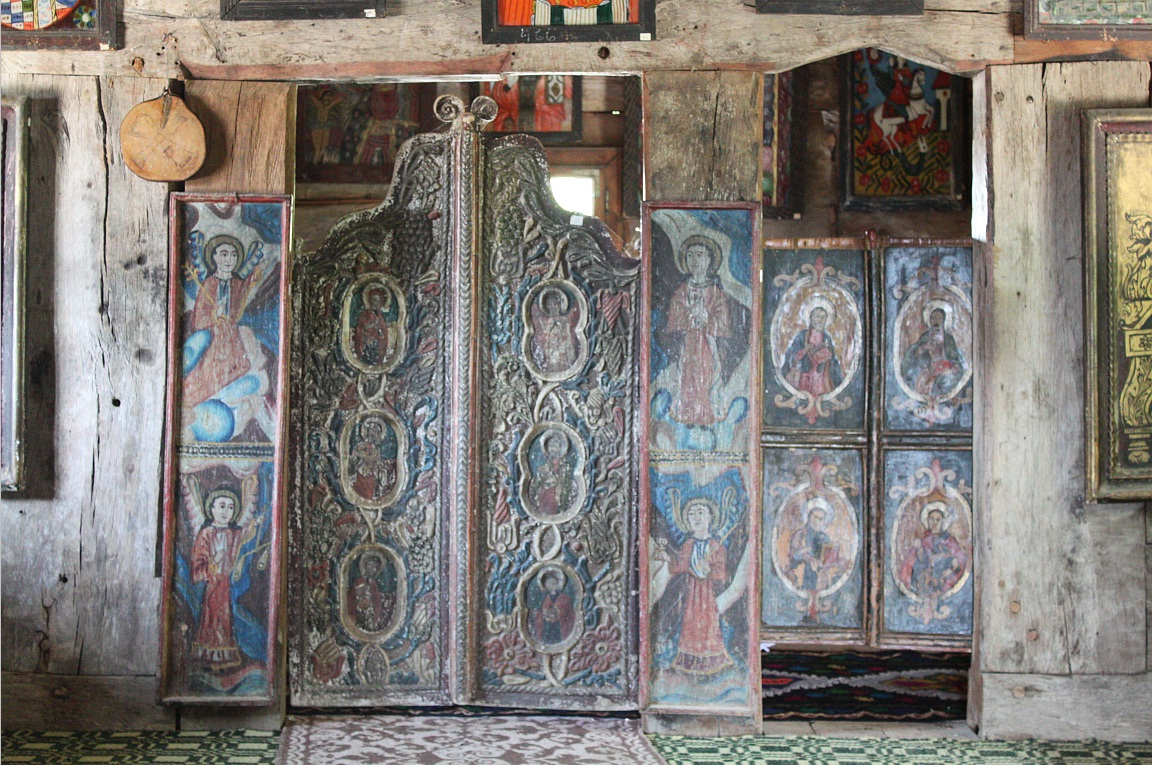
Intrările în altar
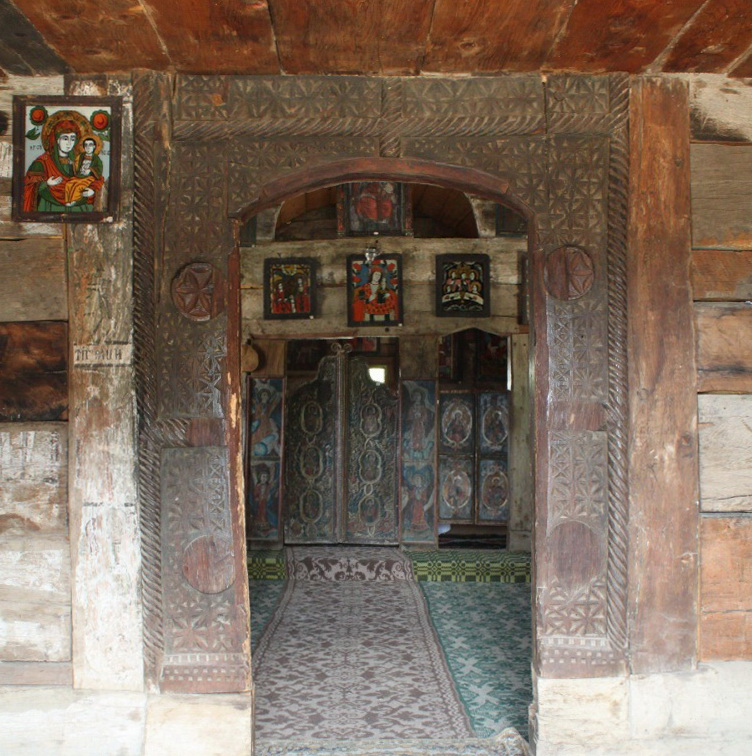
Trecerea dintre naos și pronaos
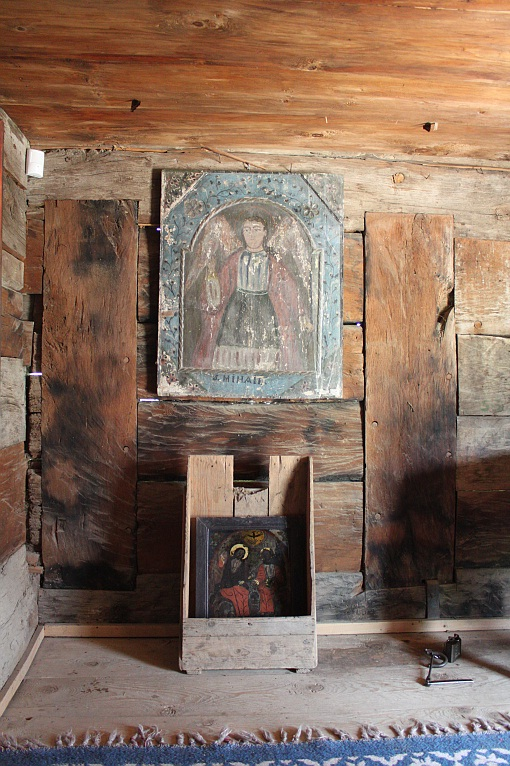
În pronaos, locul vechii intrări
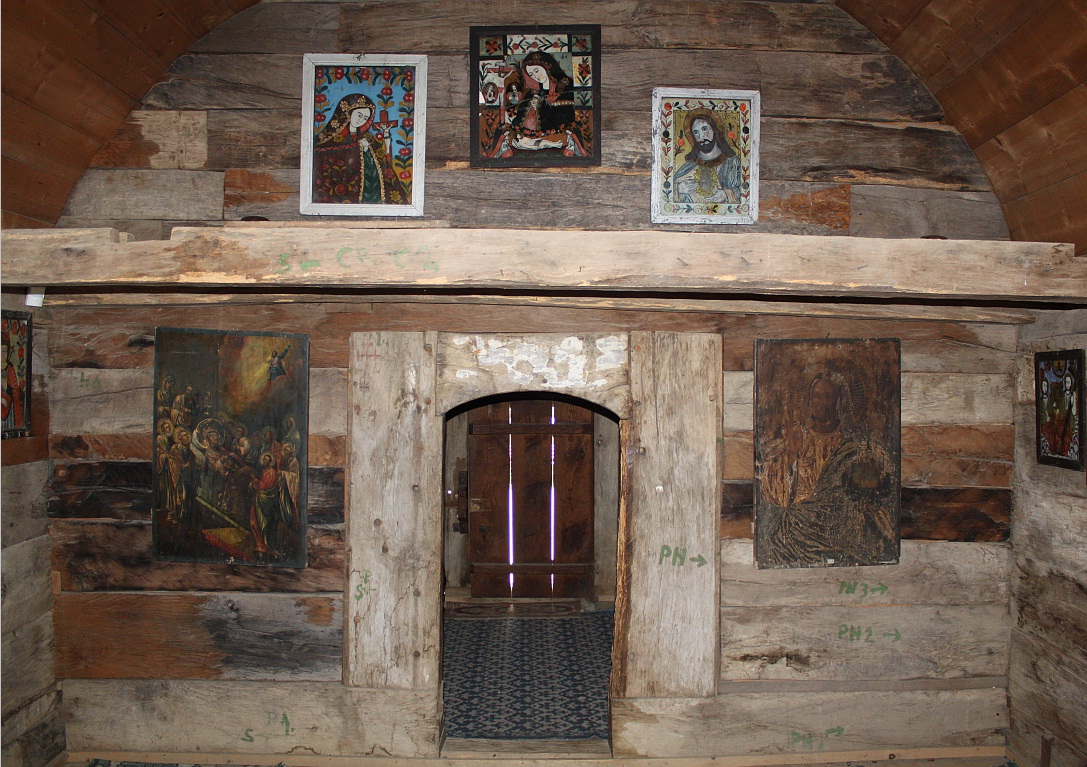
Vedere din naos spre pronaos
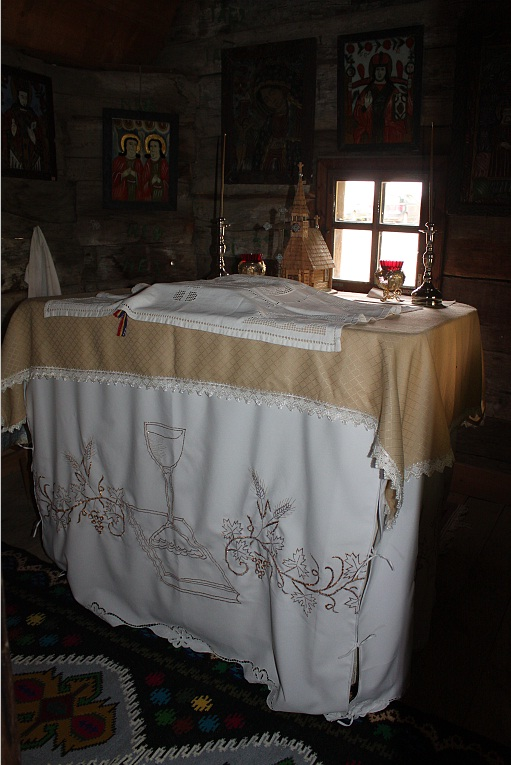
Masa altarului
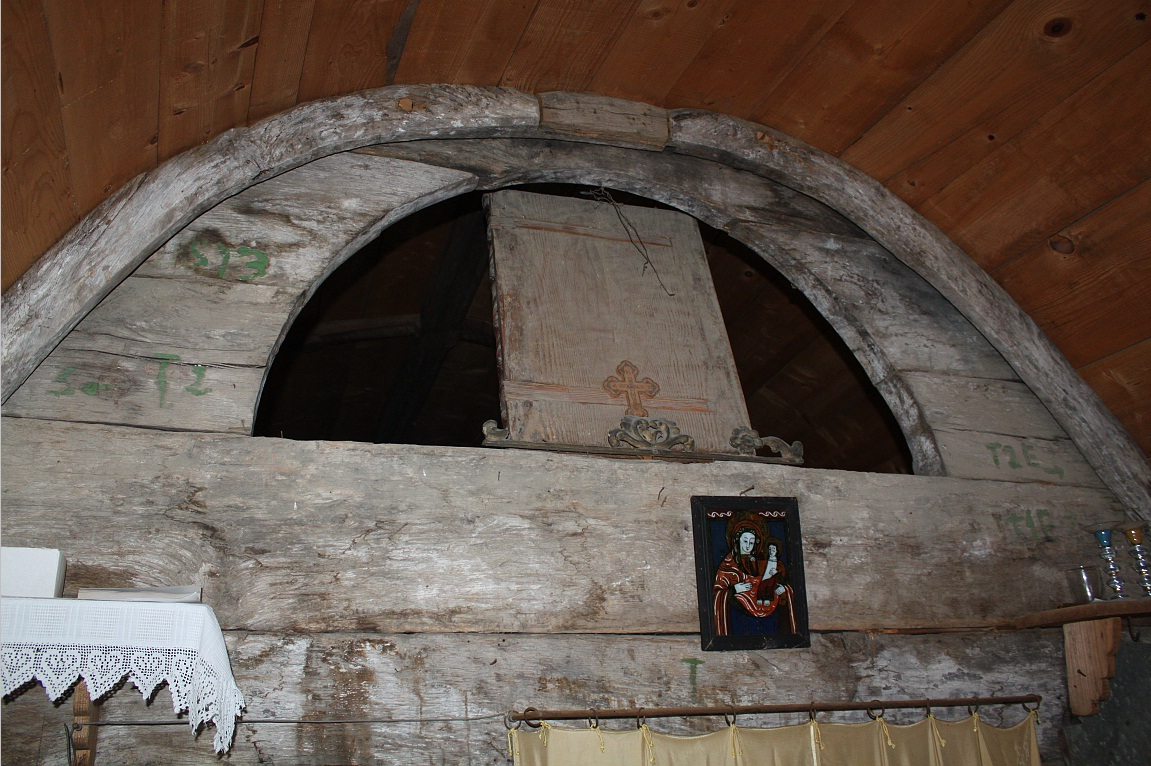
Dosul iconostasului
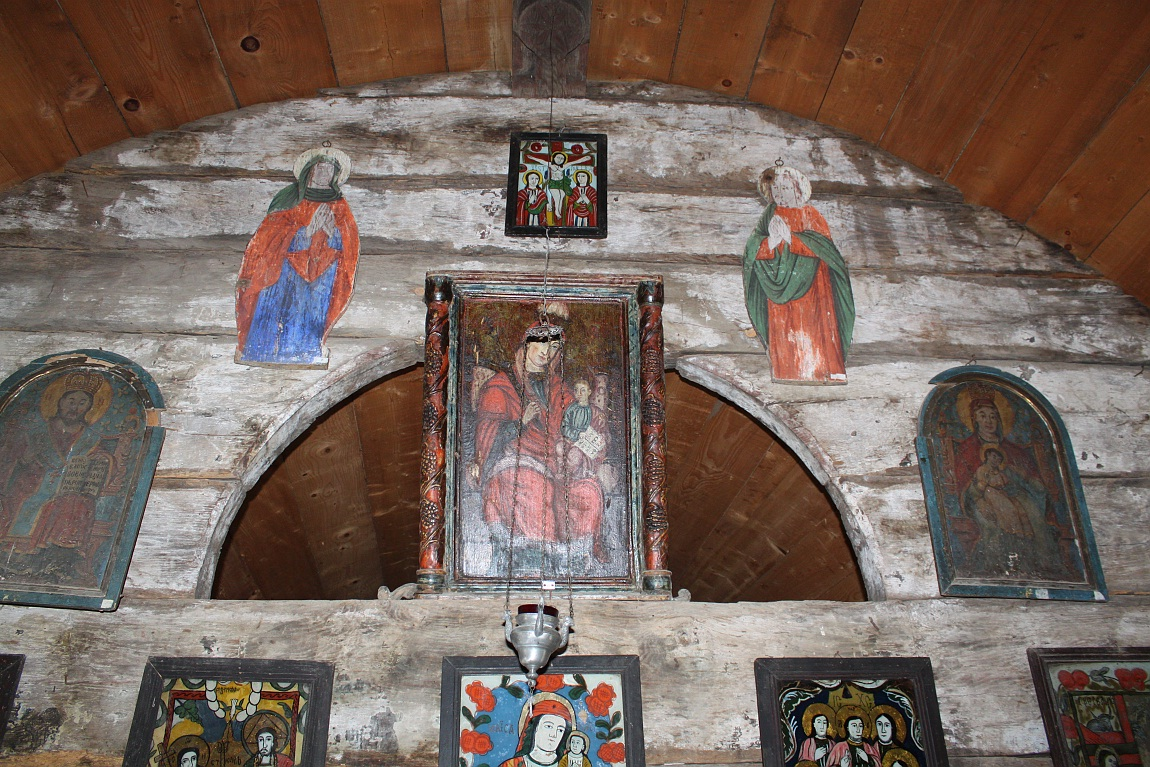
Golul iconostasului
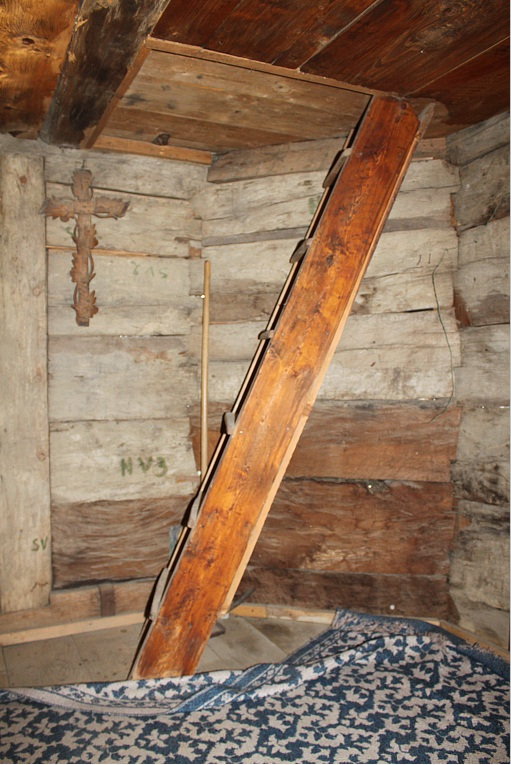
Intrarea în podul bisericii
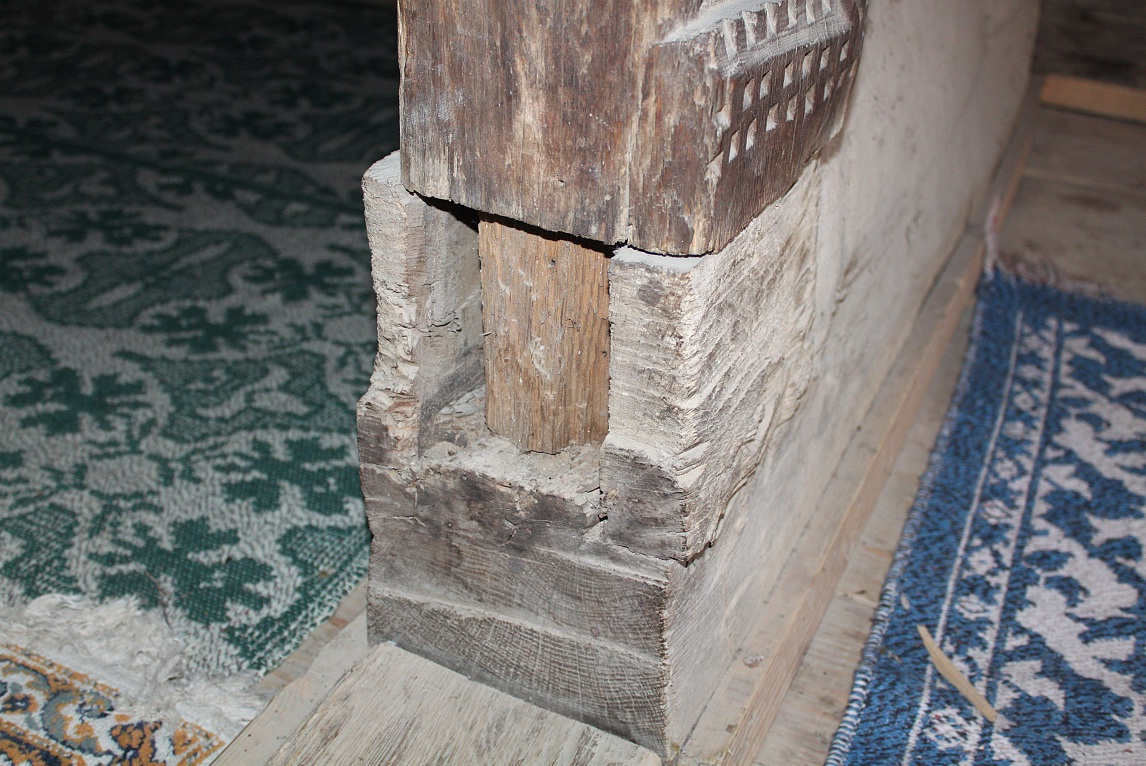
Detaliu portal interior
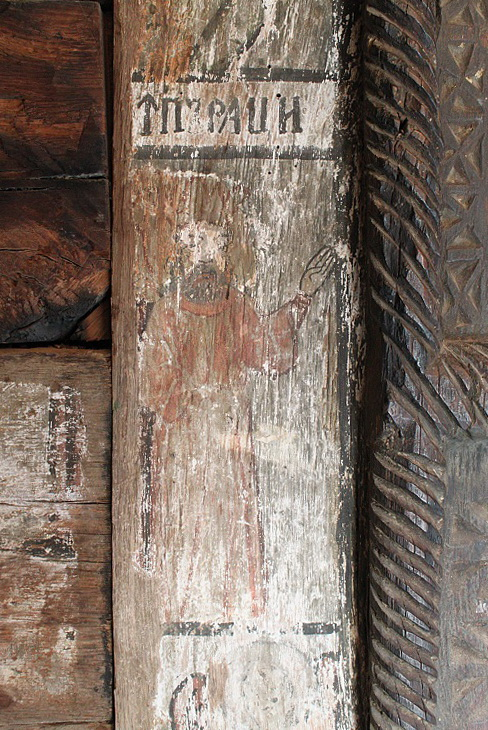
Pictură în pronaos

## Imagini din exterior

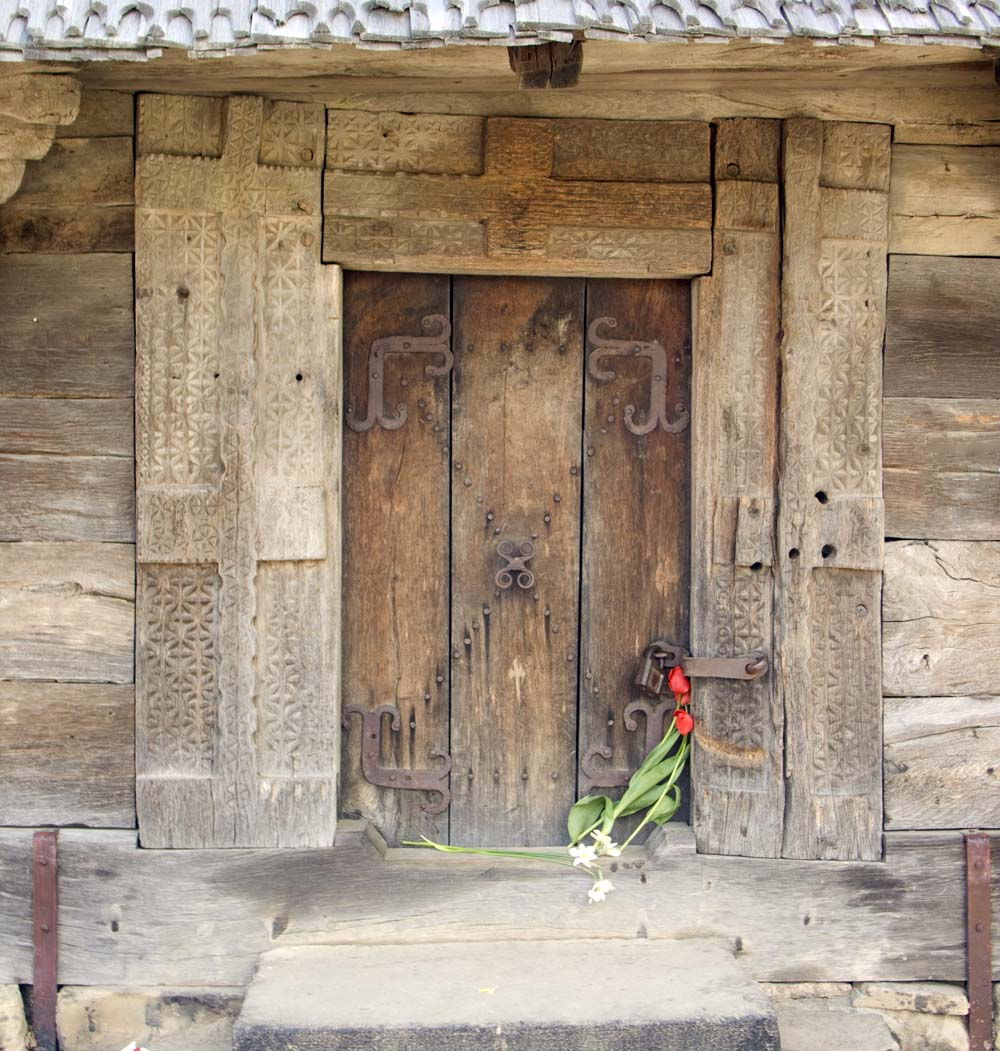
Portalul de intrare, 2008
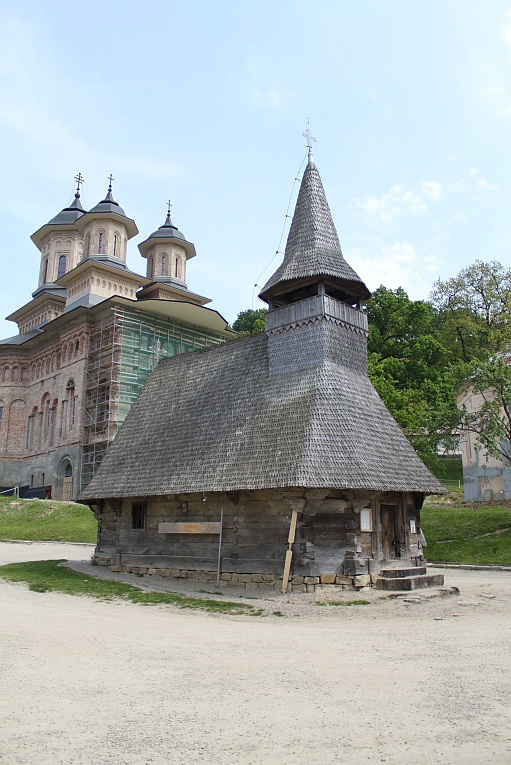
Biserica văzută din nord vest
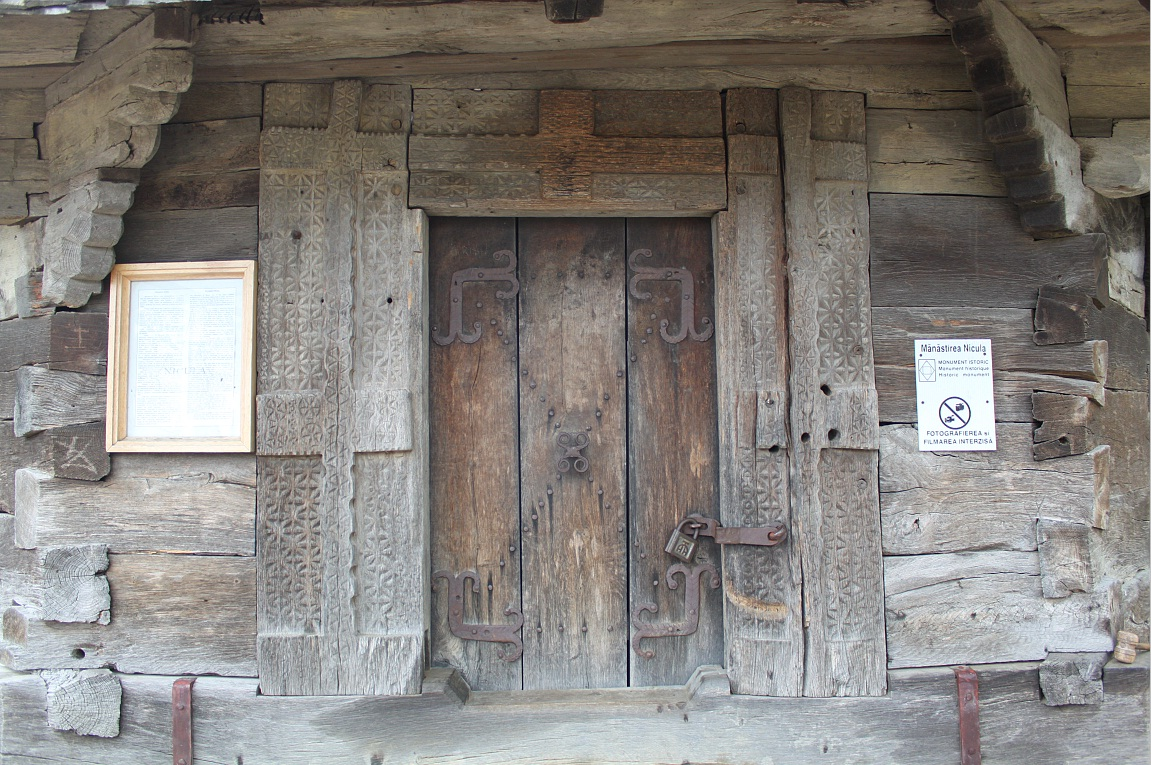
Latura vestică a bisericii, cu intrarea
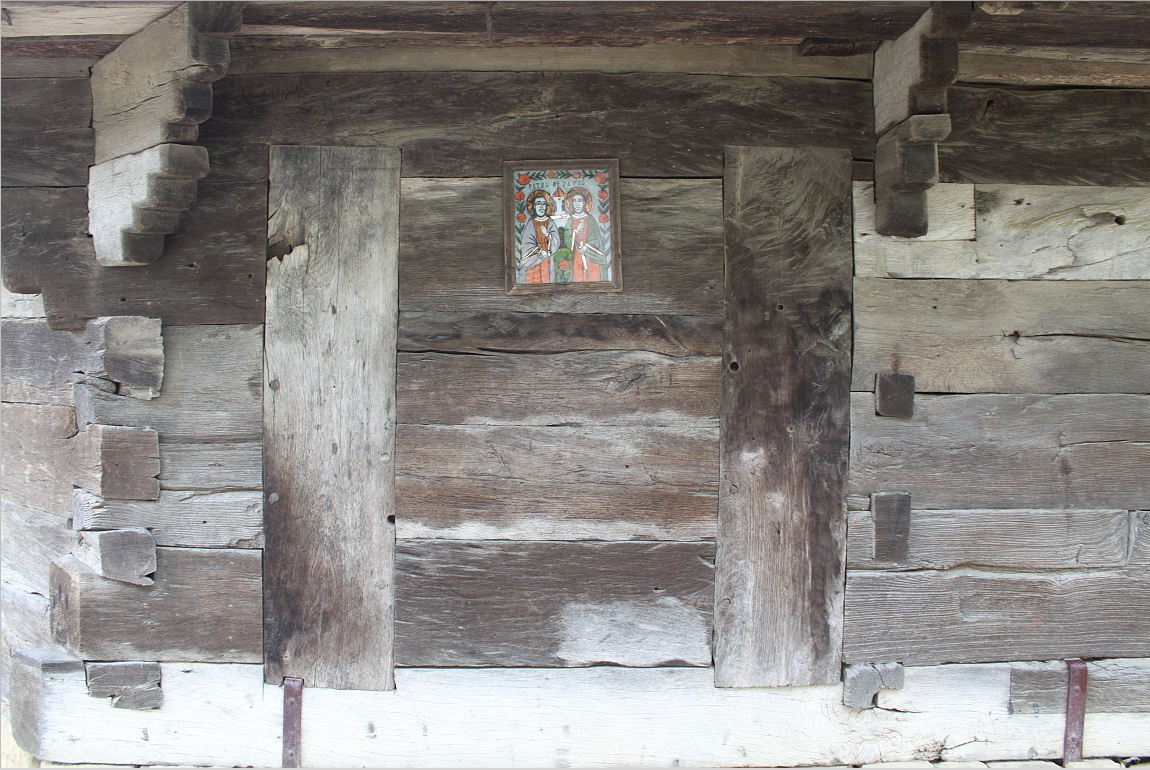
Vechea intrare în biserică
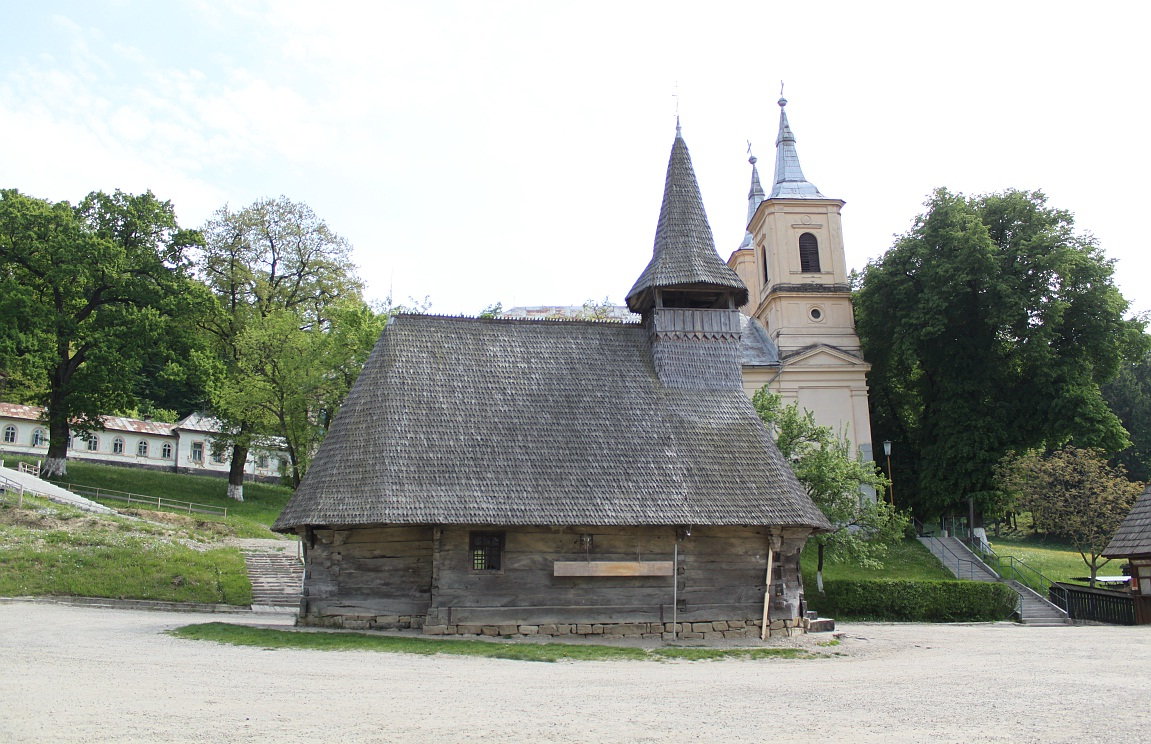
Vedere din nord
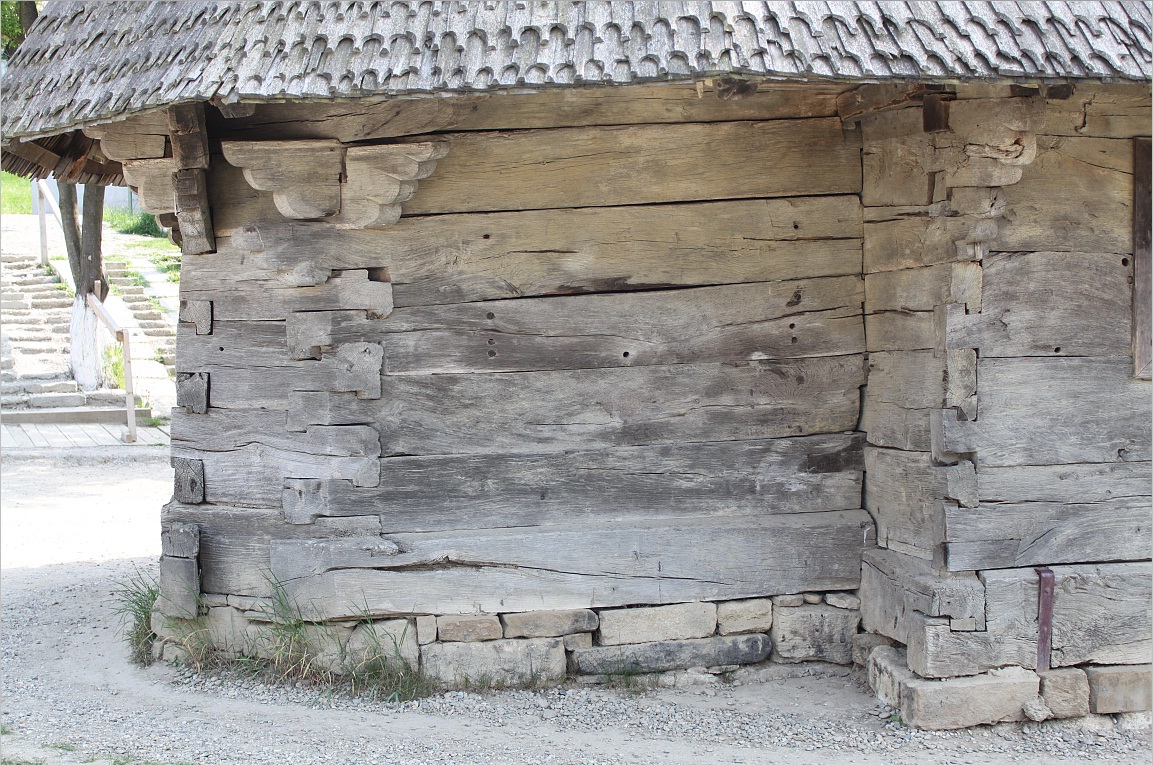
Vedere laterală a absidei altarului
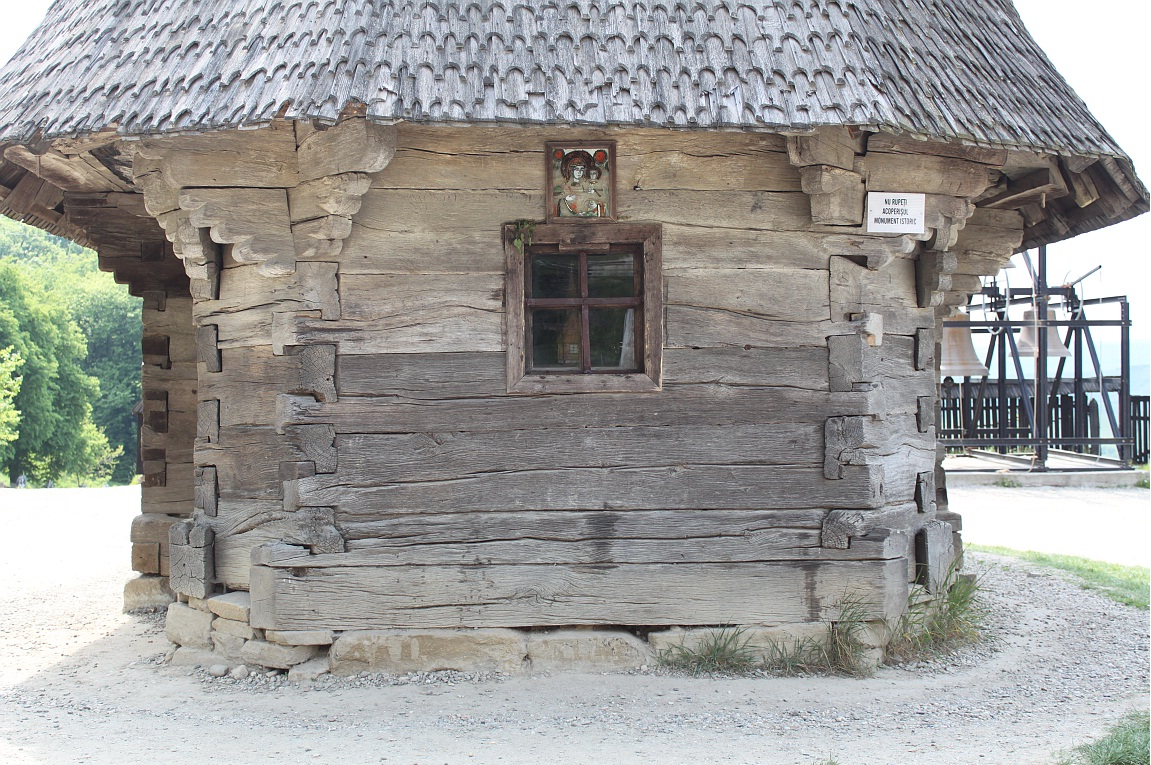
Absida altarului
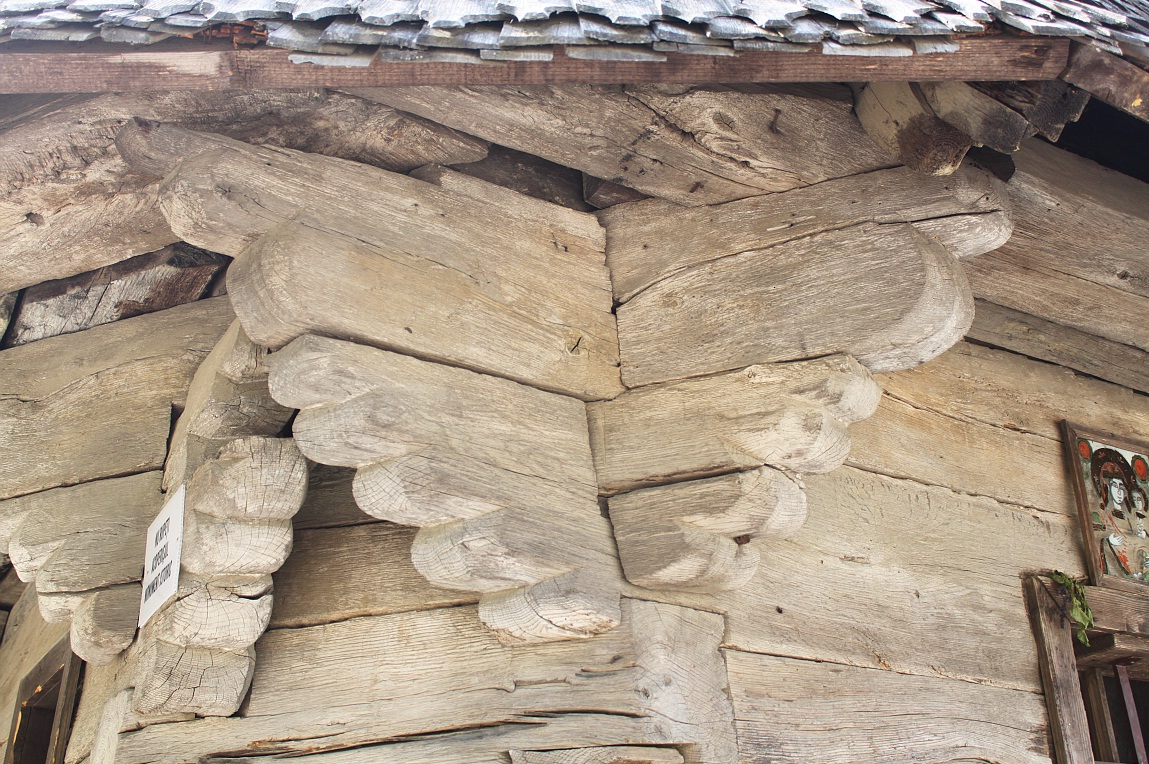
Console
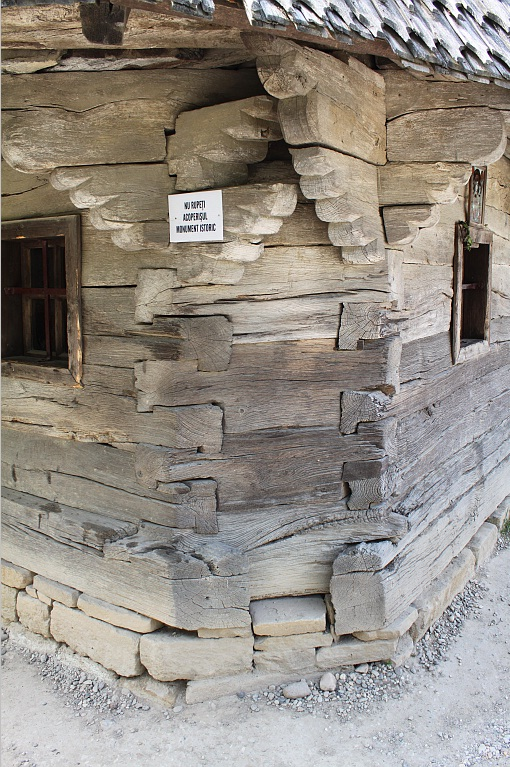
Colțul altarului
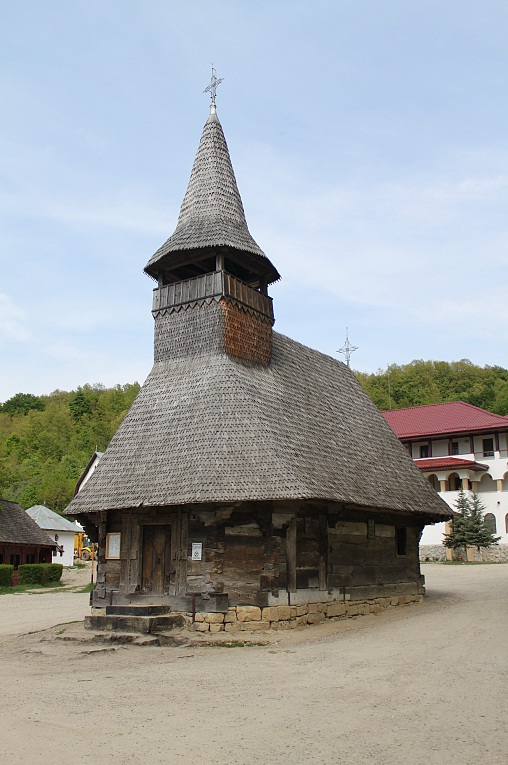
Biserica văzută din sud vest
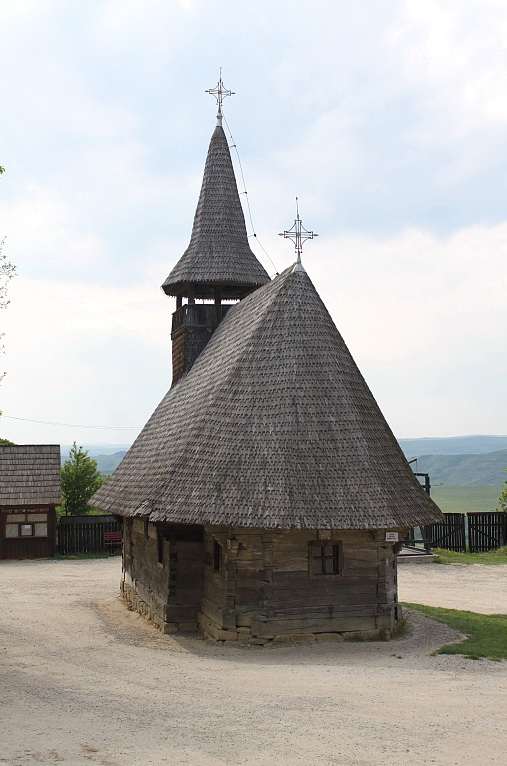
Biserica văzută din sud est
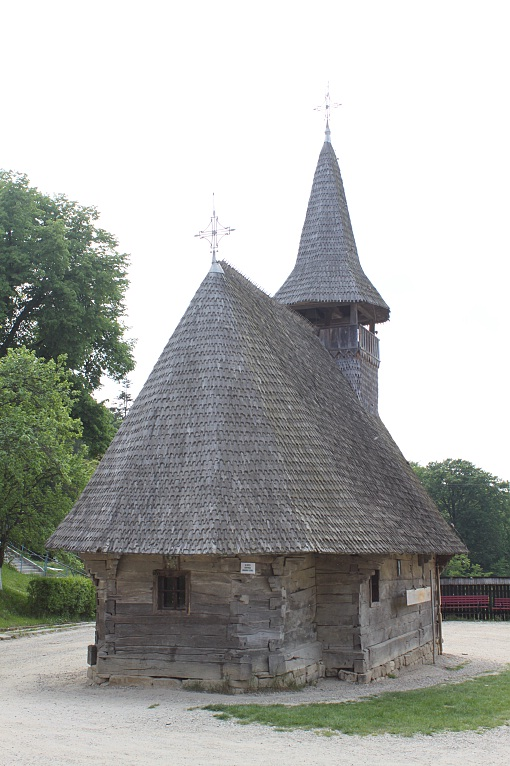
Biserica văzută din nord est
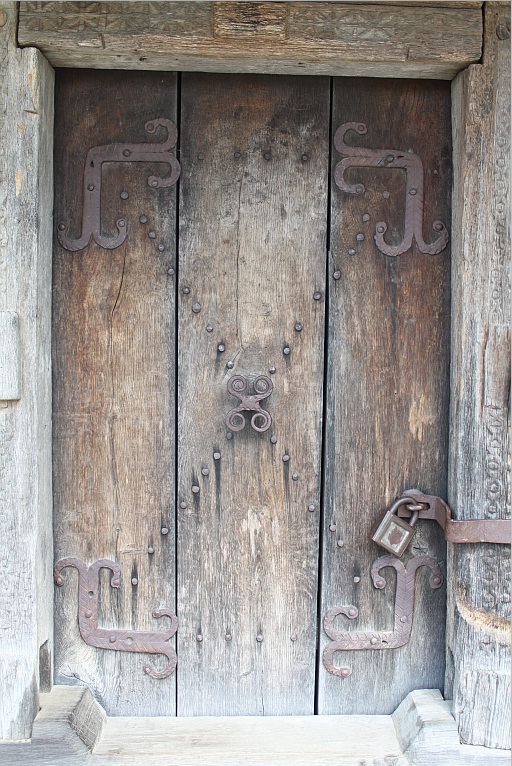
Ușa bisericii
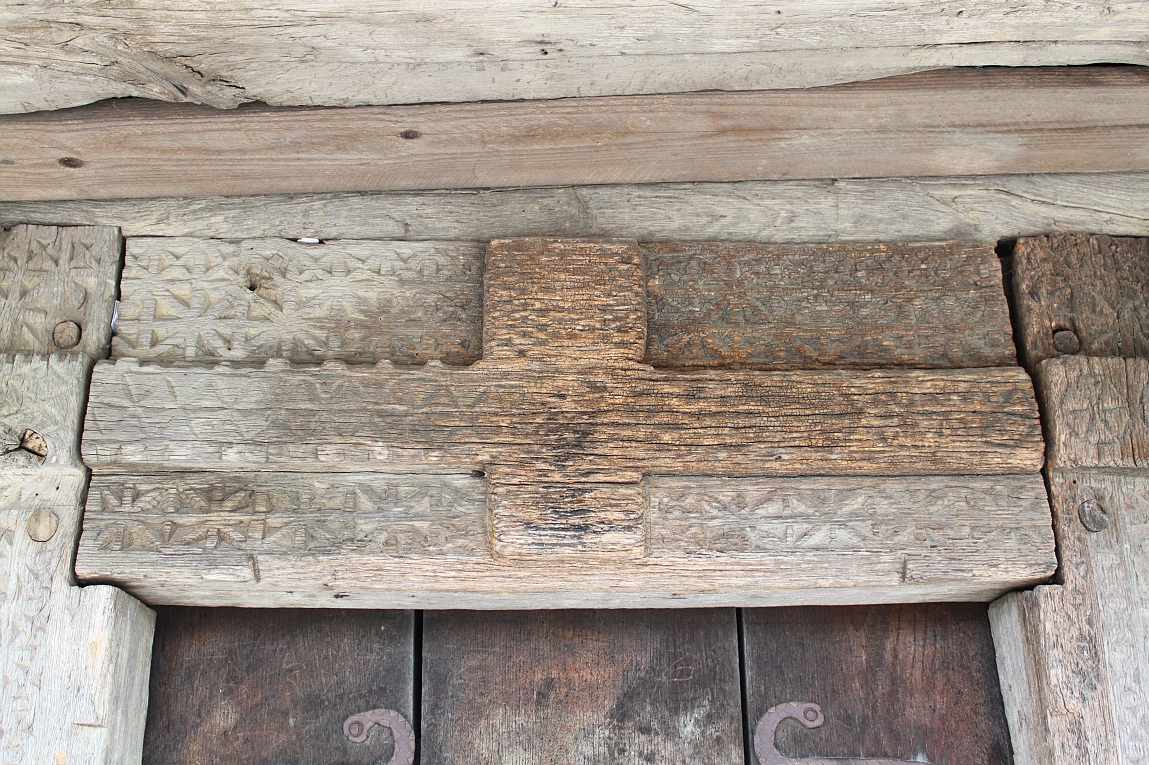
Detaliu portal intrare
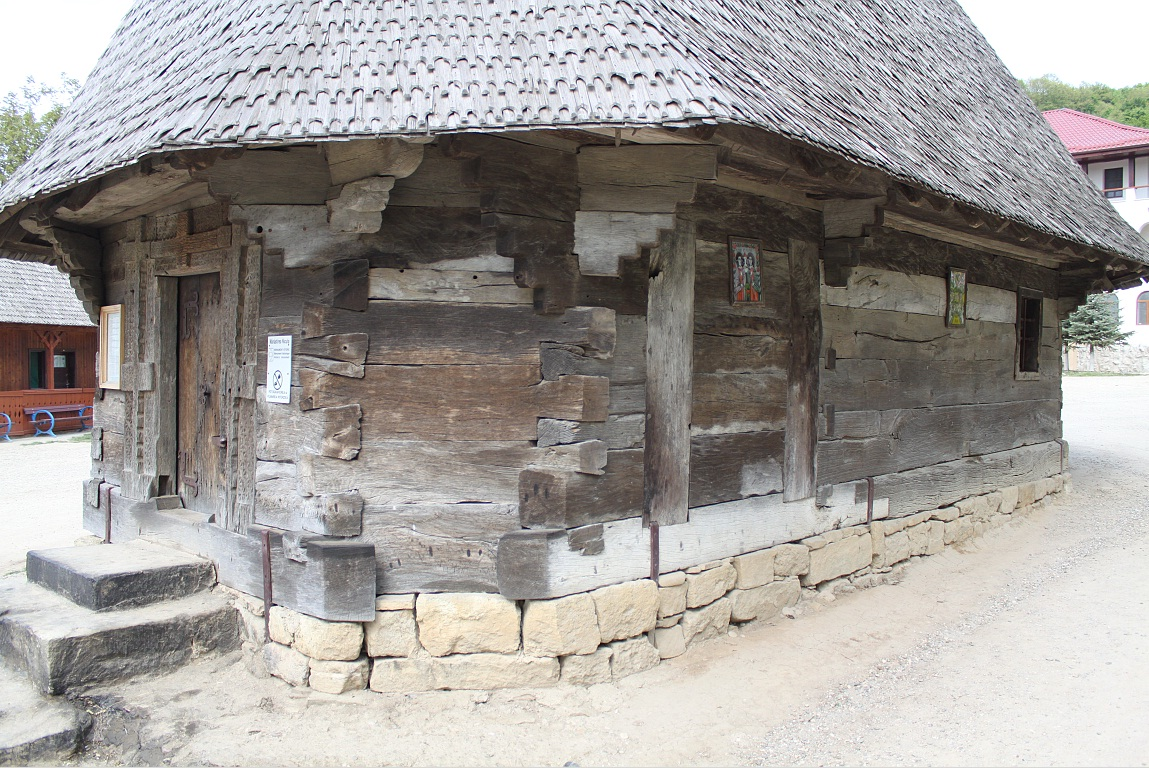
Latura de sud și de vest a bisericii
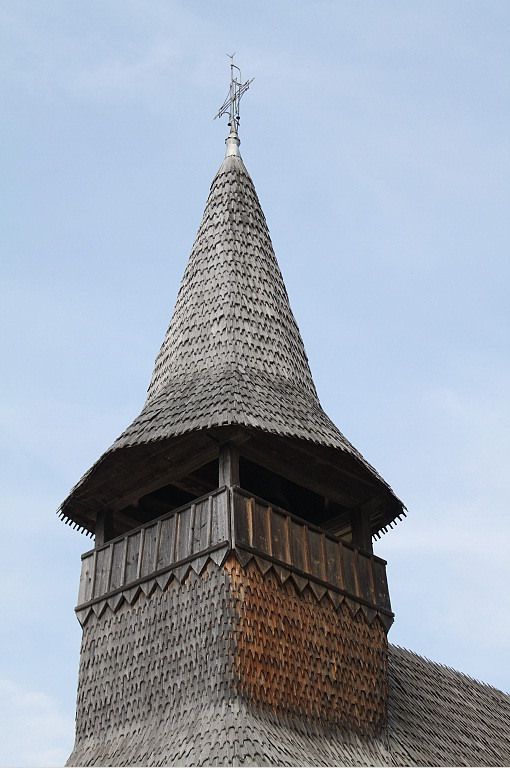
Turnul clopotniță
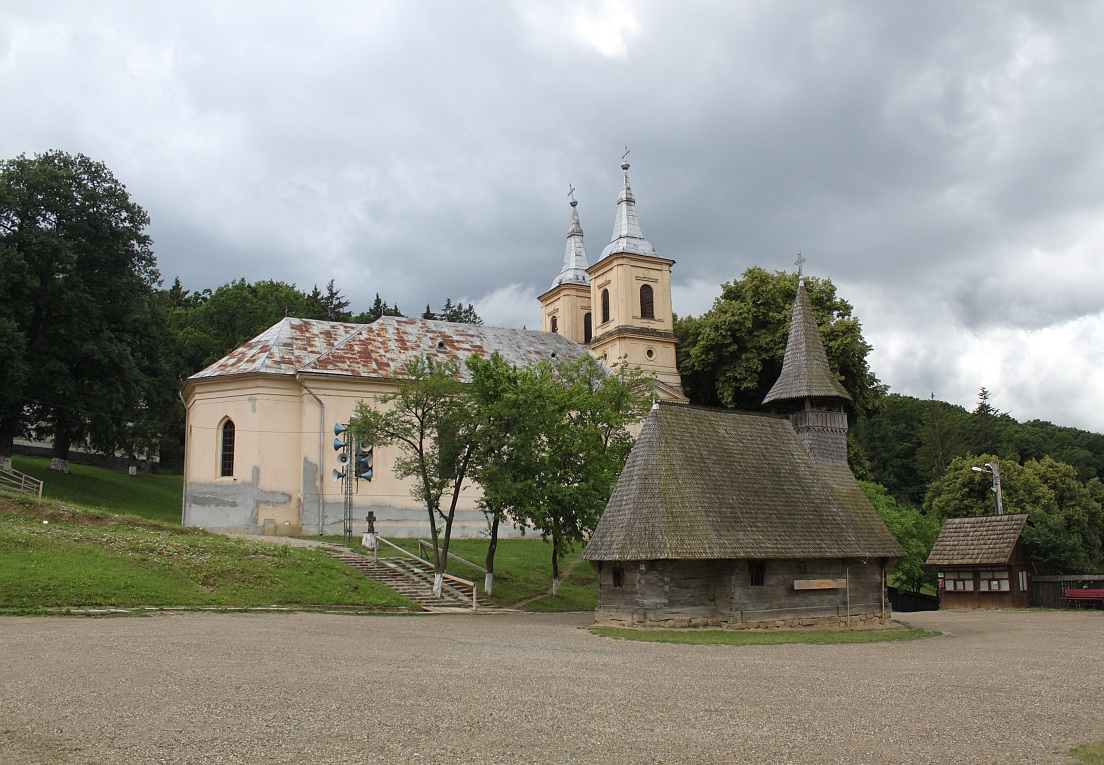
Biserica de lemn și biserica veche de zid a mănăstirii
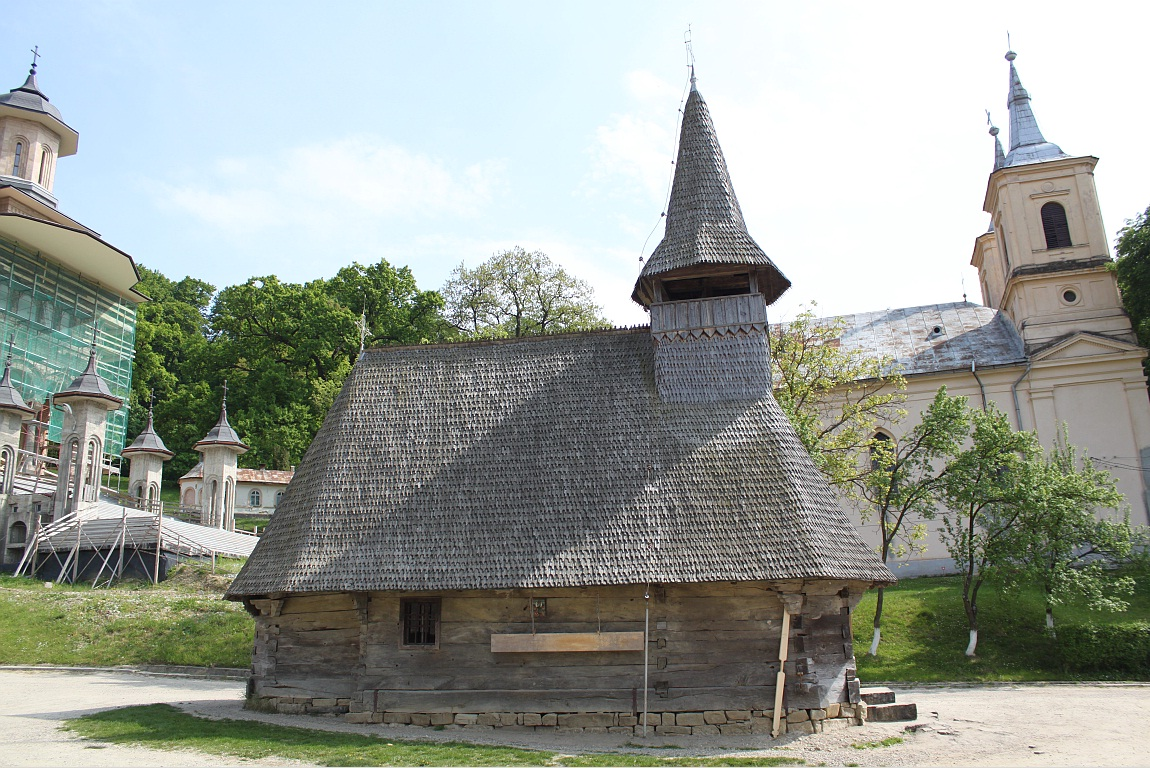
Trei biserici